# Brinzio
Brinzio (AFI: /ˈbrinʦjo/ ; Brin-sc o Brinš, /ˈbrĩːʃ/ in dialetto varesotto) è un comune italiano di 774 abitanti della provincia di Varese in Lombardia. È situato a 11 chilometri dal centro di Varese, nella valle che separa i massicci montuosi prealpini del Campo dei Fiori e della Martica; l'altitudine media del territorio comunale è di 510 metri s.l.m. Il toponimo è a volte citato accompagnato dall'articolo determinativo, sicché ci si può riferire al paese come Il Brinzio (Ul Brinsc nel vernacolo varesotto).
L'esistenza del borgo è attestata dal 979 d.C., mentre il territorio dove è situato risulta essere abitato fin dalla Preistoria; è amministrativamente un comune autonomo da prima del XIV secolo e tale è rimasto nelle epoche successive, con solo una parentesi di accorpamento a borghi limitrofi tra il 1809 e il 1816.
Brinzio, il cui territorio è interamente compreso nel Parco regionale Campo dei Fiori, ha conservato nel tempo le proprie caratteristiche di borgo rurale, inserito nel peculiare ambiente naturale della fascia prealpina del Varesotto.

## Geografia fisica

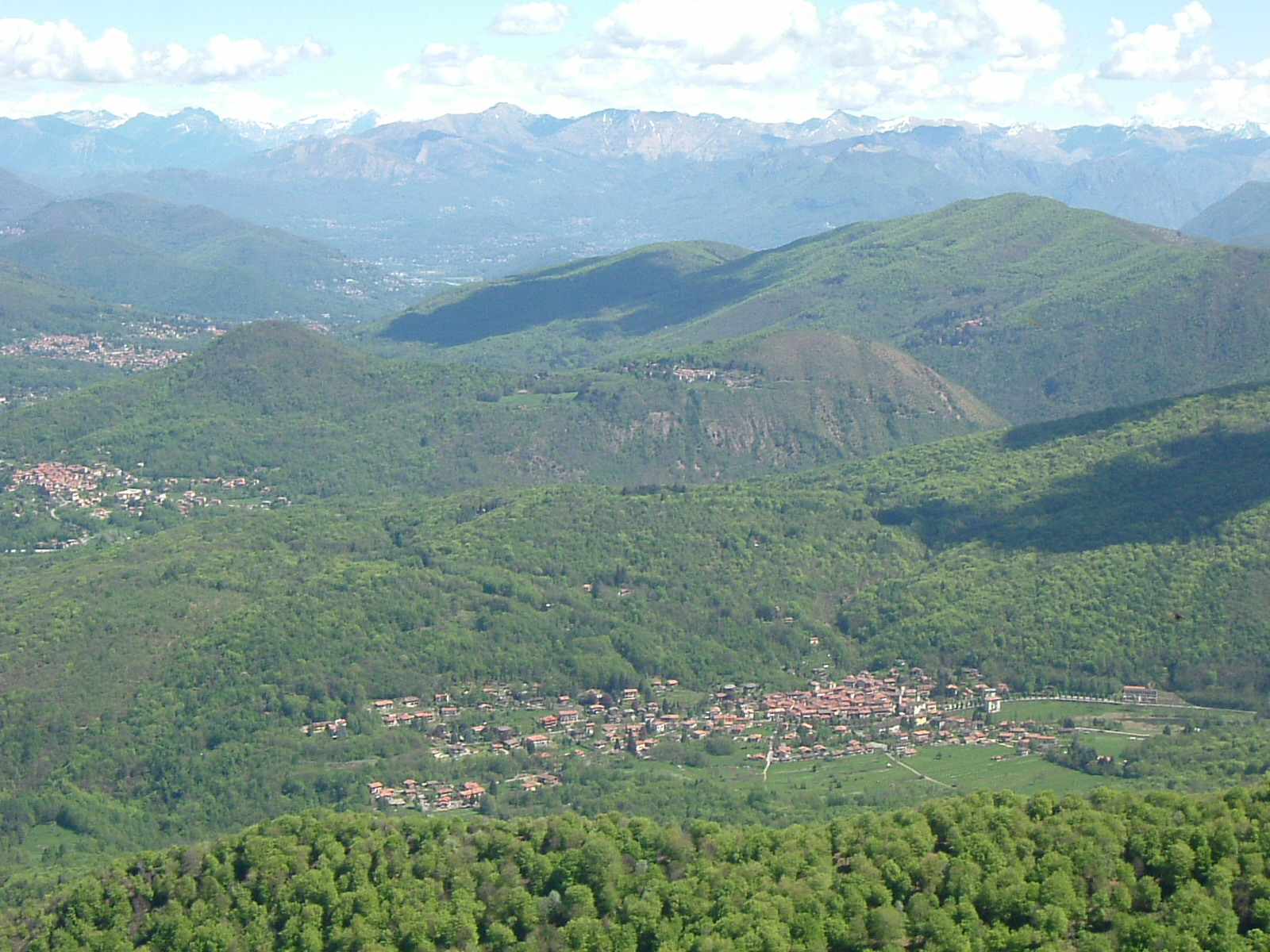
Panorama dal Campo dei Fiori: in primo piano Brinzio, sullo sfondo vallate e cime prealpine e alpine in prospettiva verso nord

### Territorio
La vallata in cui è situato il paese si apre a sud-est, tramite il passo della Motta Rossa, verso la Val di Rasa (e quindi verso Varese) e a nord-ovest verso la Valganna e la Valcuvia; alcune fonti la considerano parte integrante di quest'ultima, mentre per altre essa costituirebbe un tutt'uno anche con la Val di Rasa e con tutta la vallata segnata dall'alto corso del fiume Olona, ossia dal passo della Motta Rossa fino alla località Robarello nel comune di Varese. Ulteriori fonti ottocentesche e finanche anteriori designano come val Brinci addirittura tutto il territorio vallivo che va dalle porte di Varese (al di sotto della prima cappella del Sacro Monte) fino a Luino (Luvino) e al lago Maggiore; Giulio Cesare Bizzozero, nell'opera Varese e il suo territorio, ricomprende la val Brinzio tra Ferrera e Fogliaro passando per Rancio.
L'altitudine del territorio comunale è compresa fra una quota minima di 400 metri s.l.m. e una quota massima di 1 032 metri s.l.m.
Il comune confina a nord con il territorio di Bedero Valcuvia, a est con Valganna e Induno Olona, a sud con Varese, a ovest con Castello Cabiaglio e Rancio Valcuvia.
Dal punto di vista sismico il territorio comunale si trova, stando alla classificazione della protezione civile, in zona 4 (soggetta a sismicità molto bassa).

#### Idrografia

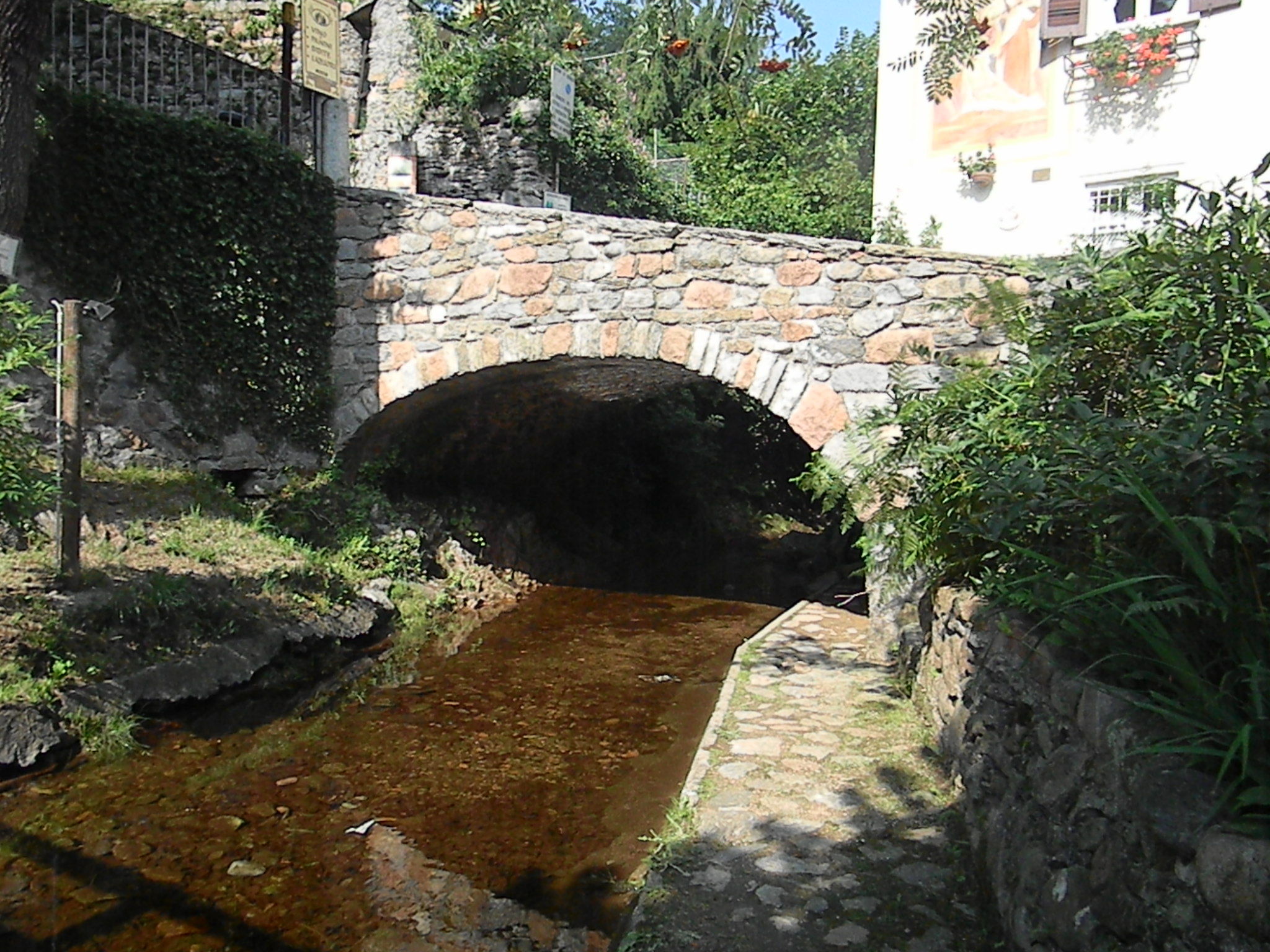
Antico ponte di sasso sul torrente Valmolina

Nel territorio comunale si trovano il laghetto di Brinzio (dichiarato riserva naturale orientata) e numerosi torrenti. Confluiscono nel laghetto, alimentato anche da sorgenti perenni insite nel relativo bacino, i torrenti Rio di Brinzio, Intrino e Buragona. Unico emissario del laghetto è il torrente Brivola.
Il torrente più importante del paese (a livello di portata e alveo) è il Valmolina, che nasce dall'unione di alcuni ruscelli sulla Martica in località Pianco, quindi scende dalla montagna, scorre nel centro del paese e poi a ovest verso la Valcuvia, raccogliendo le acque dei torrenti Brivola e Riazzo (che nasce sul Campo dei Fiori, in territorio di Varese). Poco dopo la confluenza, il Valmolina compie un salto di 27 metri, detto cascata del Pesegh o Pesech, per poi raccogliere anche le acque del torrente Pardomo e infine sfociare nel Rancina, affluente del Margorabbia e, in ultima istanza, del lago Maggiore. Lo sbarramento morenico costituito dal passo della Motta Rossa, originatosi a seguito della glaciazione Würm tra i massicci del Campo dei Fiori e della Martica, separa Brinzio dal bacino idrografico dell'Olona.
Fino circa ai primi anni del XX secolo il paese fu interessato con regolarità da problemi idrogeologici: le piogge abbondanti causavano infatti l'esondazione dei torrenti che discendevano in valle, in particolar modo all'originaria confluenza tra Intrino e Brivola, non troppo discosta dalla chiesa. Piene particolarmente consistenti potevano invadere le vie dell'abitato e causare gravi danni a persone e cose; su alcune case sono apposte targhette che segnano il livello raggiunto dalle piene. Alcuni interventi sull'idrografia locale (quali la deviazione dell'Intrino nel laghetto, l'allargamento e l'approfondimento degli alvei, il consolidamento degli argini) hanno notevolmente ridotto il problema, consentendo alle acque torrentizie di scaricarsi ordinatamente a valle nel "collettore naturale" costituito dalla cascata del Pesegh e dal Rancina. Problemi di natura alluvionale si sono però ripresentati verso il terzo millennio, laddove piogge torrenziali hanno saturato torrenti e ruscelli, portando anche a valle consistenti quantità di detriti, con effetti deleteri in particolare per il laghetto.
Altre importanti zone umide sono le torbiere; nella zona nord del territorio comunale se ne trovano varie, delle quali il Pau Majur è la principale, dichiarata riserva naturale orientata.

### Clima

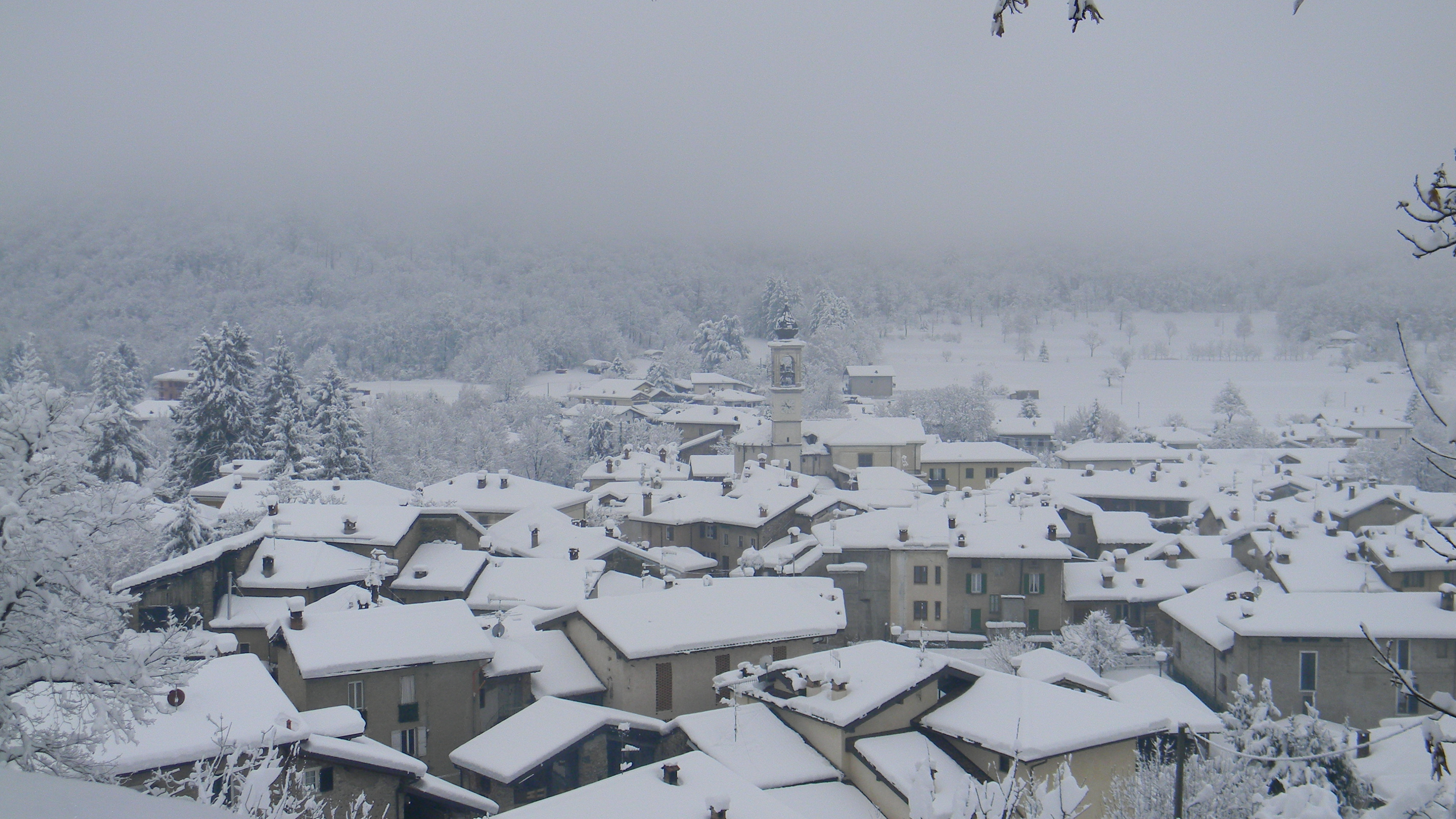
Brinzio in inverno, dopo una fitta nevicata

Data la posizione del paese, adagiato in fondo a una valle non molto larga e circondata da creste montuose alte anche più di 1 000 m sul livello del mare, il microclima locale non beneficia dell'influenza mitigatrice del lago Maggiore e degli altri bacini lacustri minori della provincia. Per la stessa ragione, nonché per il contesto agro-silvestre che circonda l'abitato, il territorio comunale è soggetto a un'isola climatica, per effetto della quale nei comuni limitrofi il tempo atmosferico e/o le temperature possono essere anche sensibilmente diverse da quelle brinziesi. Le temperature minime tardo-autunnali e invernali scendono spesso sotto lo zero (la minima storica è di -18 °C, registrata l'11 febbraio 1929), anche a causa della scarsa esposizione al sole del territorio. La piovosità è tra le più alte d'Italia, con oltre 1 500 mm di media all'anno, concentrati soprattutto nei periodi marzo - maggio e settembre - ottobre. In inverno la neve cade molto frequentemente tra novembre e marzo, con un accumulo medio di oltre 60 cm annui.
- Classificazione climatica: zona E, 2751 GG[9].

## Origini del nome
Due sono le ipotesi sull'origine del nome Brinzio. La prima lo lega al nome degli Insubri, la prima popolazione che si stanziò nel Varesotto, che a sua volta ha origine dal termine gallico n-so-Bri (o briae), che indicherebbe i ponti o le palafitte: i ritrovamenti archeologici sembrano infatti indicare che la prima colonizzazione della vallata, piuttosto acquitrinosa, sia avvenuta con questo tipo di insediamenti. La seconda lo associa all'antroponimo, o nome di famiglia, Berentius.
Il toponimo è altresì attestato con varie grafie arcaiche, quali Brincio (che appare negli Statuti delle strade ed acque del contado di Milano fatti nel 1346, raccolti da Giulio Porro Lambertenghi nel 1868), Brinci o Brenci; degna di nota è anche la presenza dell'indicazione Brino sulla mappa del Ducato di Milano nella Galleria delle carte geografiche dei Musei Vaticani, affrescata sotto la direzione di Ignazio Danti nel 1581.

## Storia

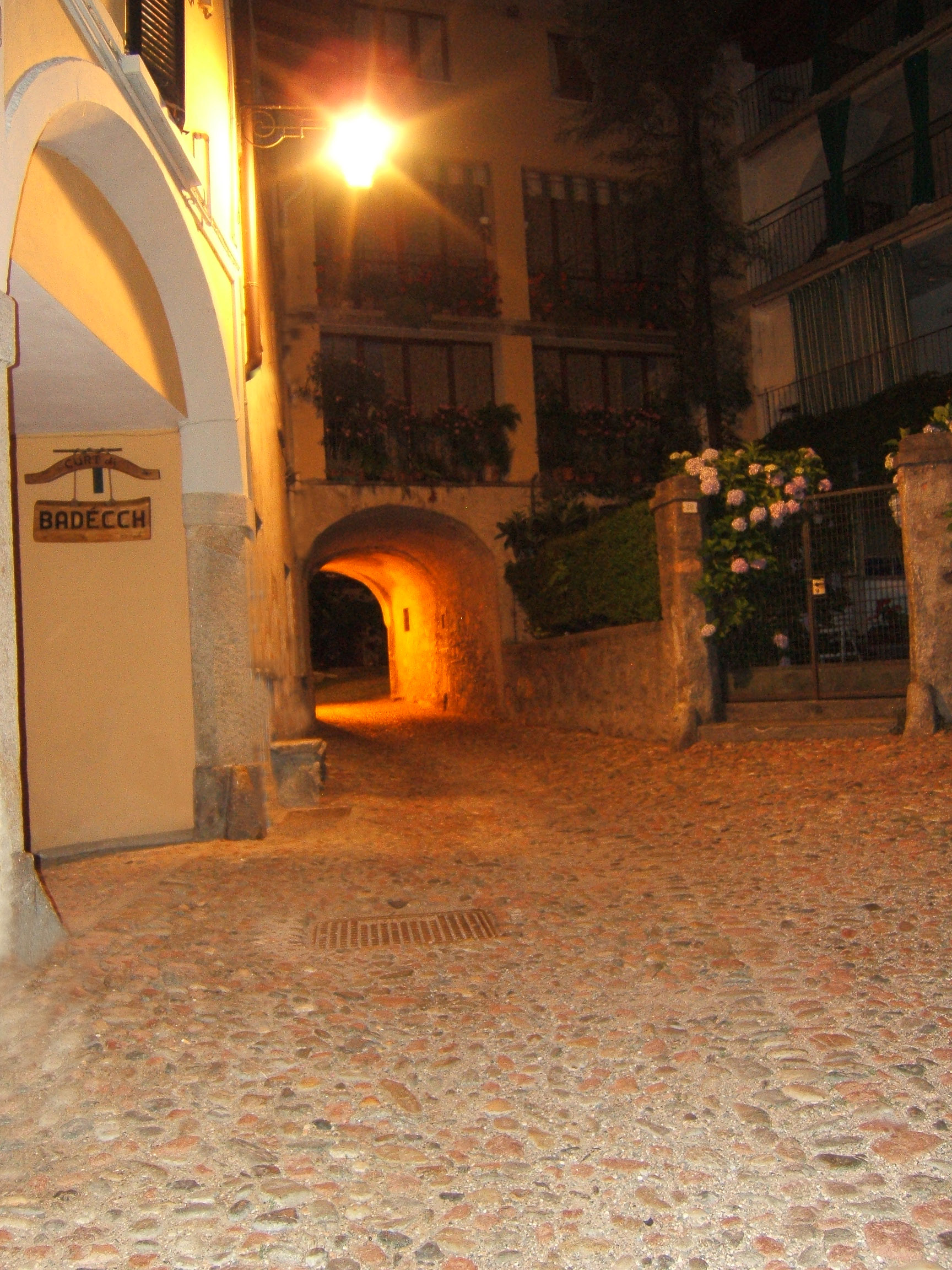
Scorcio notturno su via Vittorio Veneto

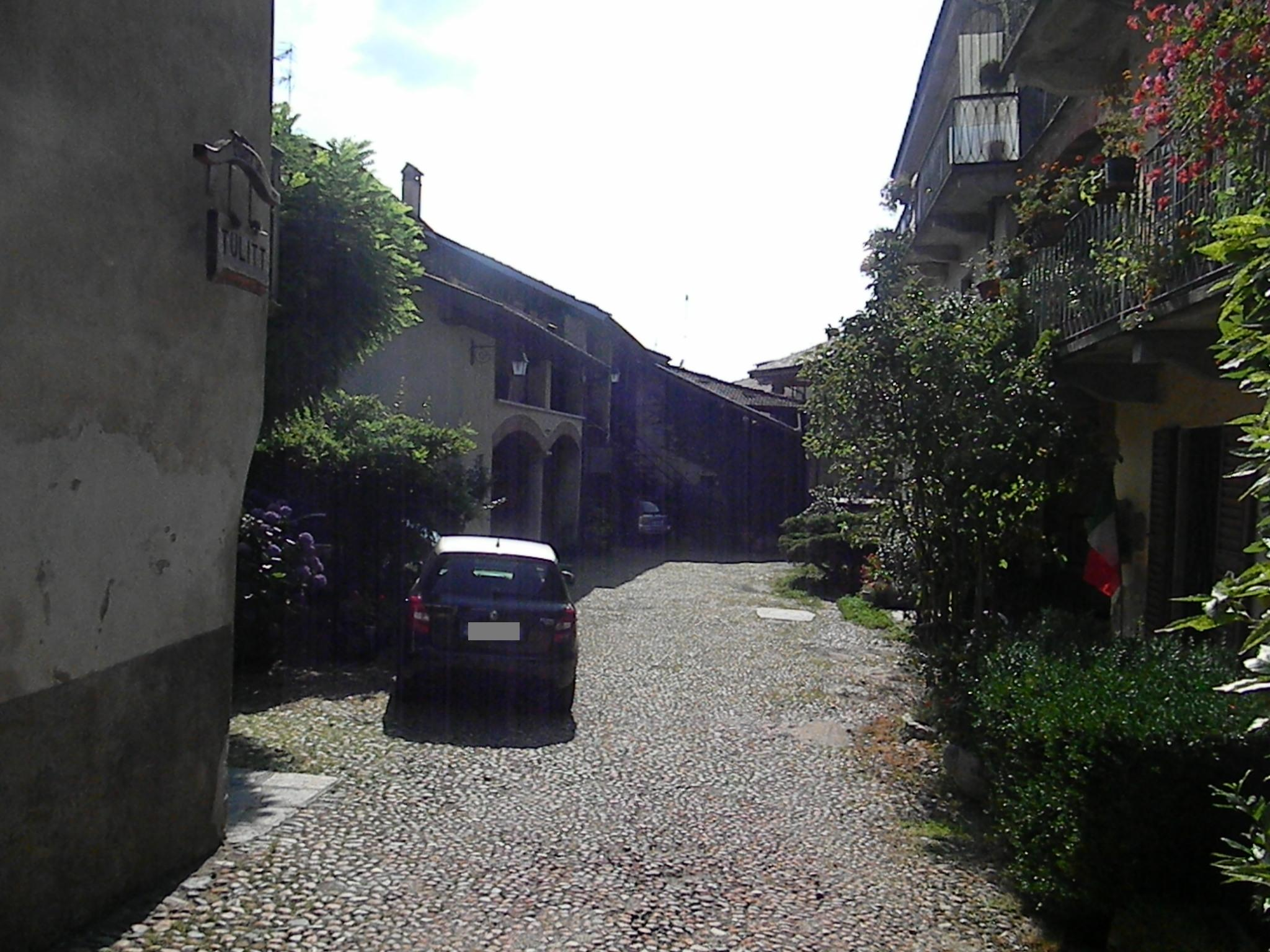
La Curt di Tulitt, tipico cortile brinziese

Secondo tradizioni locali, il paese fu fondato da pastori provenienti da Castello Cabiaglio, che si stabilirono nella località nota come Casée (considerato il nucleo più antico del borgo); nella realtà dei fatti è stato accertato che la presenza di un insediamento umano nella zona risale già alla Preistoria. Successivamente, la zona continuò a essere abitata anche in epoca romana. La prima fonte scritta su Brinzio è un documento del 979, conservato presso il Sacro Monte di Varese, nel quale si attestano alcune permute di terreni. In un'altra carta, rogata l'8 settembre 1197, compaiono gli organi e le persone preposte al governo della comunità. L'atto annota la seguente transazione: Marcius de Vivencis e Giovanni detto Lei, consoli, Guido Sartor, decano, e i deputati Spinacius, Giovanni de Flumine, Pietro Bonacosa, Lanfranco Dodonus, Giovanni Arnaldi, Ambrogio Corda e Pietro Lixia vendono alla chiesa di Santa Maria del Monte numerosi appezzamenti di terreno, da tempo affittati dalla stessa. Da ciò si deduce che il paese è governato da due consoli, un decano e alcuni deputati, più propriamente detti "vicini". Il permanere dell'ordinamento consolare e della vicinia è documentato in ulteriori carteggi risalenti alla fine del XVI secolo e ai primi del XVII secolo; in particolare, il 6 aprile 1645 è attestata la presenza a Cuvio del console Giovanni Maria de Vanino, che presenziò alla presa di possesso del feudo della Valcuvia da parte di Stefano e Pietro Cotta. Nel 1751 il paese fu inserito nel compartimento del Ducato di Milano, XVII distretto della Pieve di Val Cuvia.
Con la Rivoluzione francese e la successiva ascesa di Napoleone Bonaparte, l'assetto amministrativo del comune mutò. Durante la Repubblica Cisalpina le municipalità furono sottoposte ai dipartimenti (costituzione del 9 luglio 1797), si istituirono prefetture e vice-prefetture (6 maggio 1802), si divisero i comuni in tre classi sulla base della popolazione (24 luglio 1802) e per i comuni di terza classe (come appunto Brinzio) si istituì per la prima volta la figura del sindaco, capo dell'amministrazione comunale, nominato dal re e sottoposto al controllo del prefetto di competenza (nella fattispecie quello di Cuvio). Brinzio venne inserito nel dipartimento del Verbano, poi conglobato in quello dell'Olona, e infine nel IX distretto di Cuvio. Nel 1800 passò sotto il dipartimento del Lario, e nel 1805 venne inserito nel cantone di Cuvio. Nel 1809 Brinzio perse l'autonomia comunale e fu amministrativamente accorpato (insieme ad altri borghi limitrofi) sotto la giurisdizione di Cuvio, per poi passare nel 1812 sotto Rancio.
Il Congresso di Vienna produsse ancora modificazioni. La Lombardia tornò sotto il controllo degli Asburgo, sancendo il sostanziale ritorno al sistema amministrativo in uso al tempo dell'imperatrice Maria Teresa: il 12 febbraio 1816 Brinzio fu ricostituito in comune autonomo e assegnato alla provincia di Como e, sotto di essa, al distretto XVIII di Cuvio. Il successivo 12 aprile venne introdotto come organo di governo locale il consiglio degli estimati (erede della vicinia, formato dai proprietari terrieri di maggior rilevanza), che eleggeva tre deputati, il cancelliere del censo e l'agente comunale. Per quanto riguarda l'istruzione pubblica, già nel 1822, per iniziativa del parroco don Luigi Giacometti, fu creata una scuola pubblica maschile, le cui lezioni si svolgevano all'interno della casa del presbitero. Nel 1853 essa venne aperta anche alle ragazze. Nello stesso anno una riforma dei distretti della provincia comense fece passare Brinzio nella XVI ripartizione, facente capo a Varese.
Con l'Unità d'Italia, il paese venne poi inquadrato nel III mandamento di Cuvio, in provincia di Como. Con la promulgazione della legge Rattazzi (23 ottobre 1859), la popolazione maschile di Brinzio fu chiamata alle urne per eleggere un consiglio comunale. Il 20 gennaio 1860, su 78 aventi diritto votarono in 43 ed elessero 15 consiglieri. Nel 1860 il Re nominò il primo sindaco del paese: il cav. Pietro Vanini.
Pochi anni dopo la fine della prima guerra mondiale, con l'avvento del fascismo, il sindaco fu sostituito dal podestà, di nomina governativa. Primo podestà fu l'avv. Franco Piccinelli. Nel 1927 il paese passò dalla provincia di Como alla nuova provincia di Varese.
Durante la seconda guerra mondiale centinaia di persone, sfollate dalle città, si rifugiarono a Brinzio. Nel referendum istituzionale del 1946 i cittadini brinziesi si espressero a larga maggioranza per la monarchia e nelle contemporanee elezioni politiche diedero la maggioranza alla Democrazia Cristiana.
Negli anni cinquanta la Società Astronomica Varesina, presieduta da Salvatore Furia, installò in località Casée una stazione di rilevamento meteorologico, al terzo millennio ancora attiva.
Nel 1973 la comunità dibatté per la chiusura della cava di porfido sita sul monte Martica, accusata di provocare un impatto eccessivo sull'ambiente montano, oltre che a contribuire all'interramento del laghetto (le piogge causano un imponente dilavamento di detriti, che si riversano nel bacino lacustre). La cava fu chiusa all'attività estrattiva nel 1993 e sottoposta a bonifica statica nel 2000; negli anni 2020, a seguito di una vertenza tra istituzioni locali e proprietari, il sito verrà infine stralciato dal piano cave della provincia di Varese. 
Nel 1974, sempre su impulso del prof. Furia, si iniziò a discutere sull'opportunità di istituire un parco naturale a tutela del territorio del massiccio del Campo dei Fiori; il progetto si concretizzò dieci anni dopo, nel 1984, con l'istituzione del parco regionale Campo dei Fiori, avente sede proprio a Brinzio.

### Simboli
Stemma e gonfalone attualmente in uso sono stati concessi con decreto del Presidente della Repubblica n. 1597 del 20 marzo 1984.
Stemma

Gonfalone
Bandiera
Non è ufficialmente disciplinata, ma risulta in uso anche una bandiera comunale, con la medesima struttura cromatica del gonfalone e lo stemma ricamato in posizione centrale, senza iscrizioni.

#### Simboli desueti

L'antico stemma comunale, come appare scolpito sulla facciata del municipio

Prima di adottare i suddetti simboli, il comune impiegava come emblema araldico (in via non ufficiale) uno scudetto raffigurante un castagno stilizzato dai rami ritorti, verosimilmente al naturale. Tale emblema è riprodotto in bassorilievo sulla facciata del municipio, nonché all'interno del vecchio palazzo comunale accanto alla chiesa.
Non essendo tale simbolo riconosciuto a termini normativi, nel 1933 il comune avviò l'iter legale per dotarsi di un'arma regolare. Questa fu la blasonatura proposta:
E questo il gonfalone:
Dai documenti dell'Ufficio Araldico dell'Archivio Centrale dello Stato risulta che siffatti stemma e gonfalone (da integrarsi, come da norme vigenti, col capo del Littorio) vennero ratificati con regio decreto del 5 settembre 1942; a causa della guerra in corso e dei successivi avvenimenti, che causarono gravi difficoltà nelle comunicazioni in tutta Italia, l'atto non venne probabilmente mai notificato all'amministrazione comunale e tali simboli non poterono dunque mai entrare in uso.

## Monumenti e luoghi d'interesse

### Architetture religiose

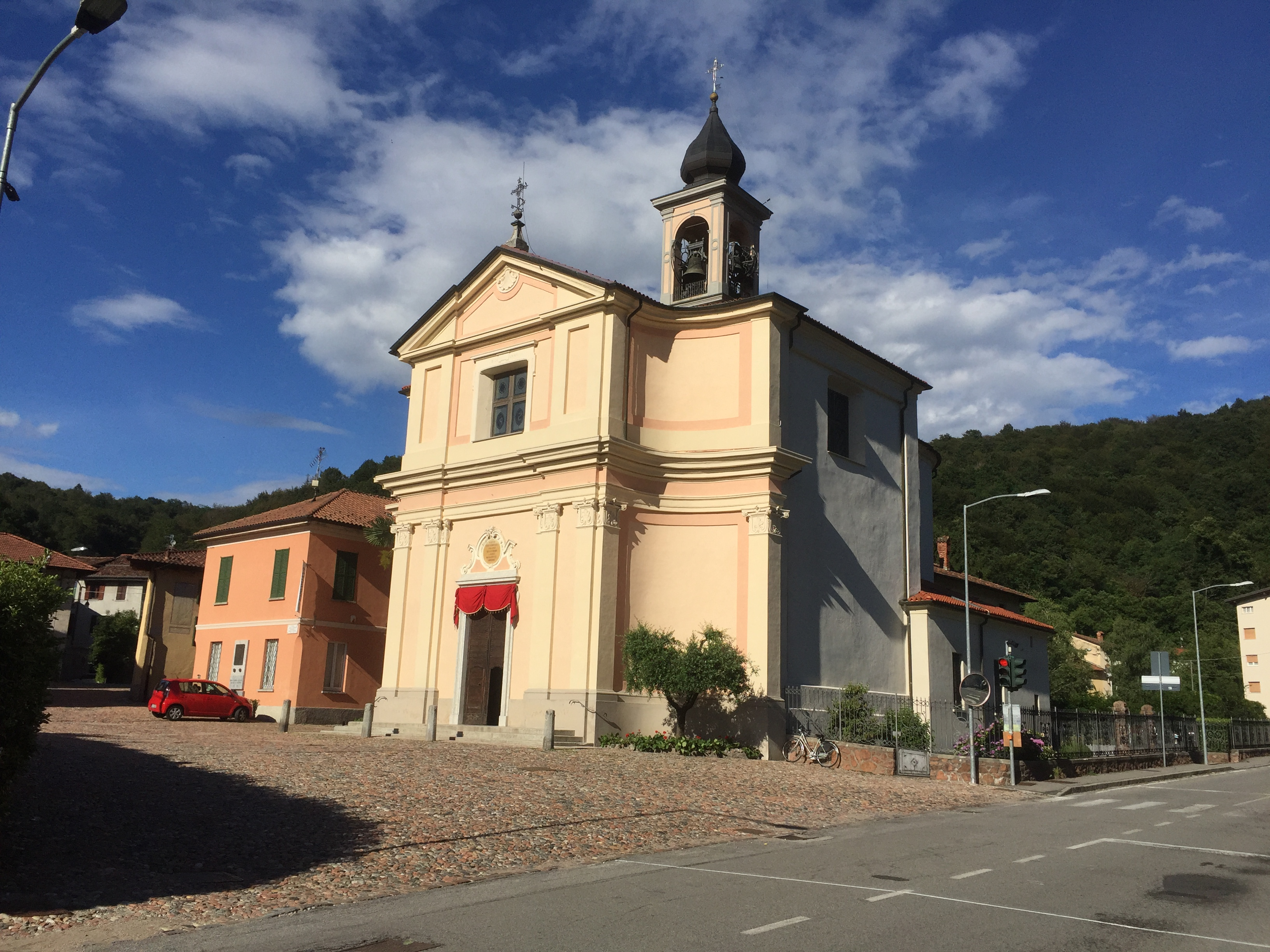
La chiesa parrocchiale di Brinzio

Chiesa dei Santi Pietro e Paolo
Le prime testimonianze dell'esistenza della chiesa di Brinzio risalgono al 1197. Aveva una sola navata, tre altari, un piccolo campanile ed era circondata dal cimitero. Vestigia più evidente di questo antico tempio è un affresco probabilmente cinquecentesco (sulla cornice è riportato l'anno 1603, ma si tratta di un'aggiunta successiva), posto al di sotto di un porticato affacciato sulla piazza prospiciente e raffigurante San Pietro. Sul finire del XVIII secolo, il parroco avviò i lavori per la ricostruzione e l'ampliamento, che portarono all'edificazione di una chiesa del tutto nuova. Il progetto era piuttosto affine allo stile barocco, ma senza particolare sfarzo. Nel 1779 il vescovo di Como officiò la consacrazione. Nel corso dell'Ottocento e del Novecento si susseguirono vari lavori di ampliamento e miglioramento della chiesa, che venne dotata di un organo e di vari nuovi arredi. Nel 1903 fu riedificato il campanile, dotato di un nuovo concerto di cinque campane, e nel 1947 venne effettuato un restauro e un abbellimento generale di tutto l'edificio, che gli conferì l'aspetto finale. Nel 2002 si attuò un ulteriore rinnovamento del campanile, con rifacimento della cupola in rame, restauro del globo dorato del pinnacolo e sostituzione di quadranti e lancette dell'orologio, rifatti secondo il disegno originale del 1903; le parti murarie della torre però si deteriorarono rapidamente e dovettero essere nuovamente rimaneggiate negli anni 2016-2017, in concomitanza con il restauro conservativo effettuato sull'esterno dell'intero tempio.
Monastero femminile
Tra il XV e il XVI secolo a Brinzio ebbe sede una piccola comunità di suore di clausura, costituita per iniziativa di tre donne del luogo, desiderose di praticare la vita consacrata, ma costrette ad "autogestirsi" poiché prive di una dote sufficiente a entrare in una comunità esistente. La comunità, pur se priva di un vero riconoscimento formale (durante la sua esistenza adottò unilateralmente varie regole), crebbe e divenne localmente potente e influente, in quanto le venne conferita la proprietà di una vasta superficie di boschi e terreni coltivabili nella valle di Brinzio, oltre al mantenimento del sacerdote in servizio presso la chiesa. Essa cessò definitivamente di esistere nel 1540, allorché le ultime consorelle si trasferirono al Sacro Monte di Varese e a Torno. Nelle pertinenze della chiesa parrocchiale sopravvivono alcuni degli edifici ove detta comunità risiedette.
Cappelletta dell'Addolorata

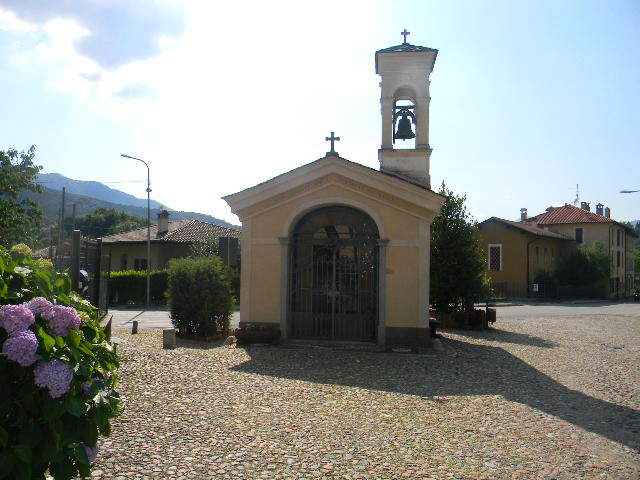
La cappella dell'Addolorata

All'incrocio tra via Roma e via Marconi, all'estremità ovest del centro storico, si trova la cappella della Madonna Addolorata, chiamata dai brinziesi Re Gisora ("la chiesetta"). Stando ai documenti storici disponibili (due relazioni dei parroci in carica nel paese, risalenti rispettivamente al 1696 e al 1779, le quali riportano la chiesa parrocchiale quale unico edificio sacro brinziese), è databile all'ultimo ventennio del XVIII secolo. La decorazione interna è attribuita al pittore Giovan Battista Ronchelli (Castello Cabiaglio, 1715 - 1788), prima allievo di Pietro Antonio Magatti e poi continuatore della sua opera, che realizzò tre affreschi, raffiguranti San Rocco, San Sebastiano e una Madonna Addolorata con due dolenti. Tale cappella, a partire dal 1906, venne talvolta utilizzata per la celebrazione della Santa Messa, usanza sospesa nel 1927, dietro richiesta della sede vescovile di Como e a causa del curioso fatto che il tempietto era stato dato in custodia dalla parrocchia a un privato cittadino, che usava anche fare la questua senza autorizzazione da parte del parroco. Nel 1907 fu costruito il campanile, su cui fu posta una delle tre campane componenti l'antico concerto del campanile della chiesa, sostituite quattro anni prima. Nel 1910 il decoratore Riccardo Donati di Fogliaro ritoccò l'interno, mentre nel 1934 si provvide a rifare il tetto in ardesia, ridistendere l'intonaco alle pareti e porre un'inferriata all'ingresso. Nel 1946 alcune famiglie sfollate a Brinzio durante la guerra finanziarono ulteriori interventi di restauro: la famiglia milanese Cabassi donò un nuovo altare di marmo, contenente una statua del Cristo morto, i varesini Cranna una tela raffigurante l'Addolorata, che fu posta a coprire l'affresco omonimo del Ronchelli, mentre i ritratti di San Rocco e San Sebastiano, ritenuti troppo rovinati furono del tutto rimossi. Nel 1988 il gruppo alpini di Brinzio avviò un nuovo restauro generale dell'edificio, che riportò allo scoperto l'Addolorata del Ronchelli (la tela del 1946 fu traslata nella sacrestia della chiesa parrocchiale), mentre nel 1997 venne installato sul lato esterno che dà verso la strada provinciale l'affresco I volti della leggenda, realizzato dal pittore Mario Alioli in onore dei grandi campioni di ciclismo, sport dai forti legami con Brinzio. Infine il campanile è stato ridipinto nel 2006.
Cimitero
I primi accenni riguardo all'esistenza di un cimitero a Brinzio risalgono alla fine del XVI secolo, allorché il vescovo Feliciano Ninguarda annotò la presenza di uno spazio adibito a sepolture strettamente contiguo alla chiesa di San Pietro, che a sua volta ospitava altre tombe al suo interno (dedicate a defunti privilegiati, religiosi e benefattori). Nei secoli seguenti il terreno consacrato venne spostato lievemente verso est, alle spalle dell'abside del tempio, rimanendovi fino al 1822, allorché il professor Luigi Configliacchi (tra i primi e più illustri villeggianti nel paese) si lamentò pubblicamente del fatto che il cimitero sorgesse proprio dinnanzi all'ingresso della sua villa: egli stesso pertanto donò all'amministrazione comunale la somma di denaro necessaria all'ulteriore trasferimento. Nel 1824 venne così inaugurato il cimitero novo sull'area che nel 1918 venne adibita a Parco delle Rimembranze; tale terreno si rivelò tuttavia ben presto cedevole e soggetto alle esondazioni del torrente Intrino (all'epoca ancora frequenti) obbligando ben presto una terza rilocazione. Il definitivo camposanto, situato a est del centro abitato, in località Sartiaga, prospiciente il laghetto e la strada per Varese, fu quindi aperto nel 1855: più volte ampliato nei decenni successivi, presenta una struttura a quattro piani sopraelevati, addossati alle pendici del monte Martica. I primi tre piani sono riservati alle inumazioni, mentre l'ultimo ospita un loggiato e due corridoi chiusi, interamente dedicati ai colombari. La decorazione delle cappelle gentilizie del primo piano venne affidata tra il 1920 e il 1940 al pittore Annibale Ticinese, che vi affrescò i misteri dolorosi del rosario. Tra le sepolture più eminenti si annoverano quella di Cesare Musatti, primo e massimo esponente della psicanalisi in Italia (al quale è stato intitolato il piazzale d'accesso al cimitero), e quella del generale dei Carabinieri Enrico Riziero Galvaligi, ucciso dalle Brigate Rosse nel 1980.

### Architetture civili
Per quanto concerne l'architettura civile, nell'abitato di Brinzio si osservano diversi tipi di edilizia. Il più diffuso è quello delle case a cortile, che consentiva di concentrare in un'unica costruzione abitazioni (spesso plurifamiliari), stalla, fienile e granaio, tutti quanti raggruppati attorno a cortili quadrangolari. Se ne osservano due tipi: il cortile aperto, ovvero con un lato che si apre direttamente sulla via più vicina, e il cortile chiuso, murato su tutti i lati e accessibile solo attraverso uno o più portoni. Un esempio di cortile aperto è costituito dalla Curt di Badoll, sita in via Vittorio Veneto, mentre un esempio di cortile chiuso è invece il Cantunasc, in via Monte Grappa. In entrambi i casi si osserva la medesima ripartizione degli spazi: a nord è posizionata l'abitazione (per beneficiare della miglior insolazione possibile), a sud la stalla e sugli altri lati il fienile e/o magazzini per diversi usi. I cortili chiusi hanno normalmente almeno due varchi d'accesso, con la sola eccezione della Curt dur Ghètt, che dispone di un unico portone su via Montello.
Un altro esempio di edilizia "povera" è costituito dalle case isolate: questi edifici consistevano solo in abitazioni con annesso granaio, senza stalla (che però spesso veniva aggiunta in seguito riattando un locale del pianterreno). Ne è un esempio la Ca' di Architt ("casa degli archetti"), sita in via Trento.
In alcuni casi si osserva anche la tendenza a unire più edifici, originariamente separati, per formare dei cortili che risultano di forma irregolare. Ne è un esempio quello che viene ritenuto il nucleo più antico del paese, Casée, in via Trieste. Appartiene a questa tipologia edilizia anche la Curt di Lobi ("cortile delle logge"), sita in via Monte Grappa, la cui antichità (si stima possa risalire al XVII secolo) è testimoniata dalla copertura del tetto di uno degli edifici, realizzata in beola, in luogo delle più comuni tegole in cotto. In questo cortile si trova anche un esempio di antica bottega artigiana: la fucina in cui, per circa due secoli, (dal XVIII secolo fino al 1970) operò il fabbro del paese.

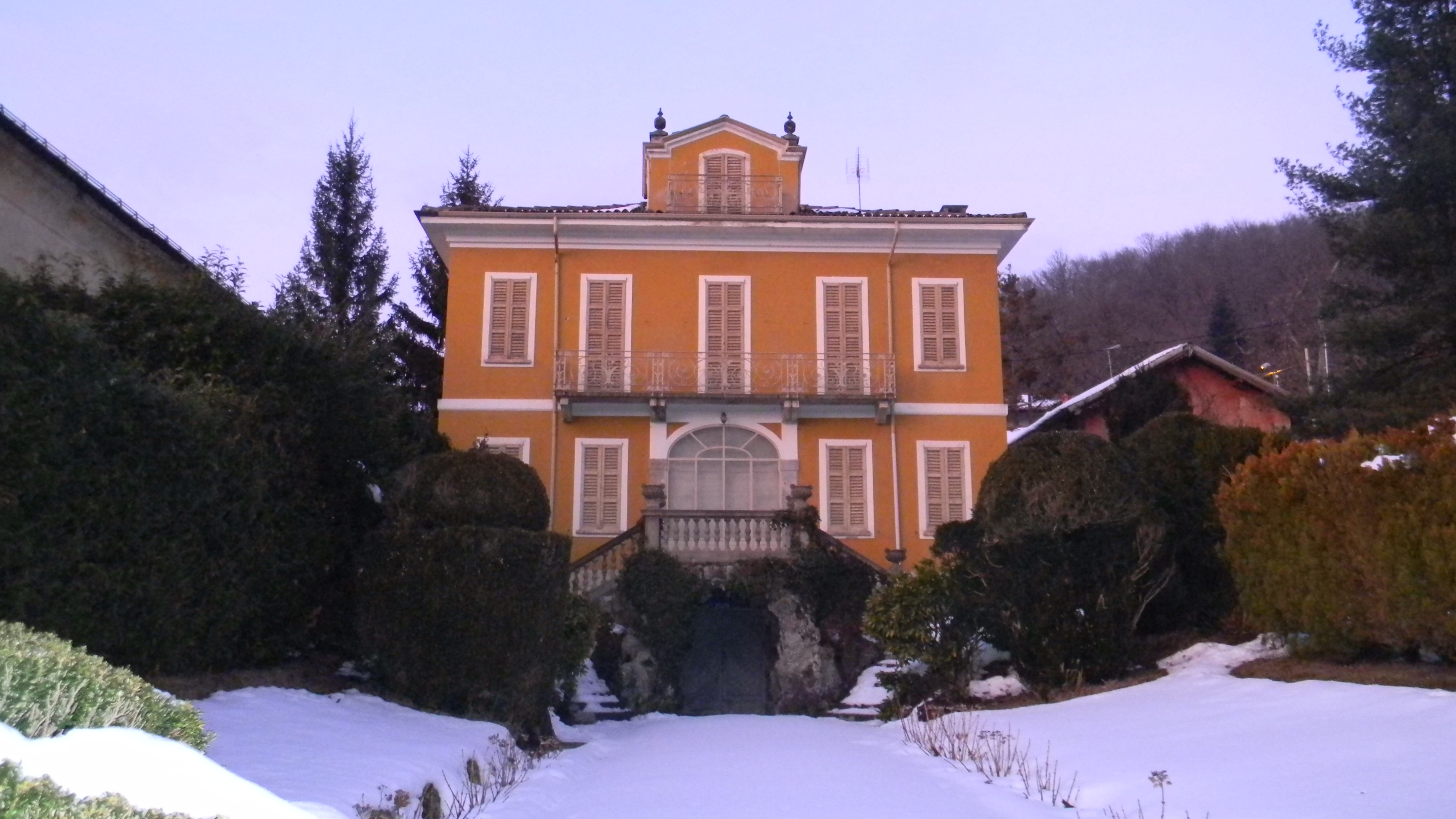
Vista frontale di villa Ranchet
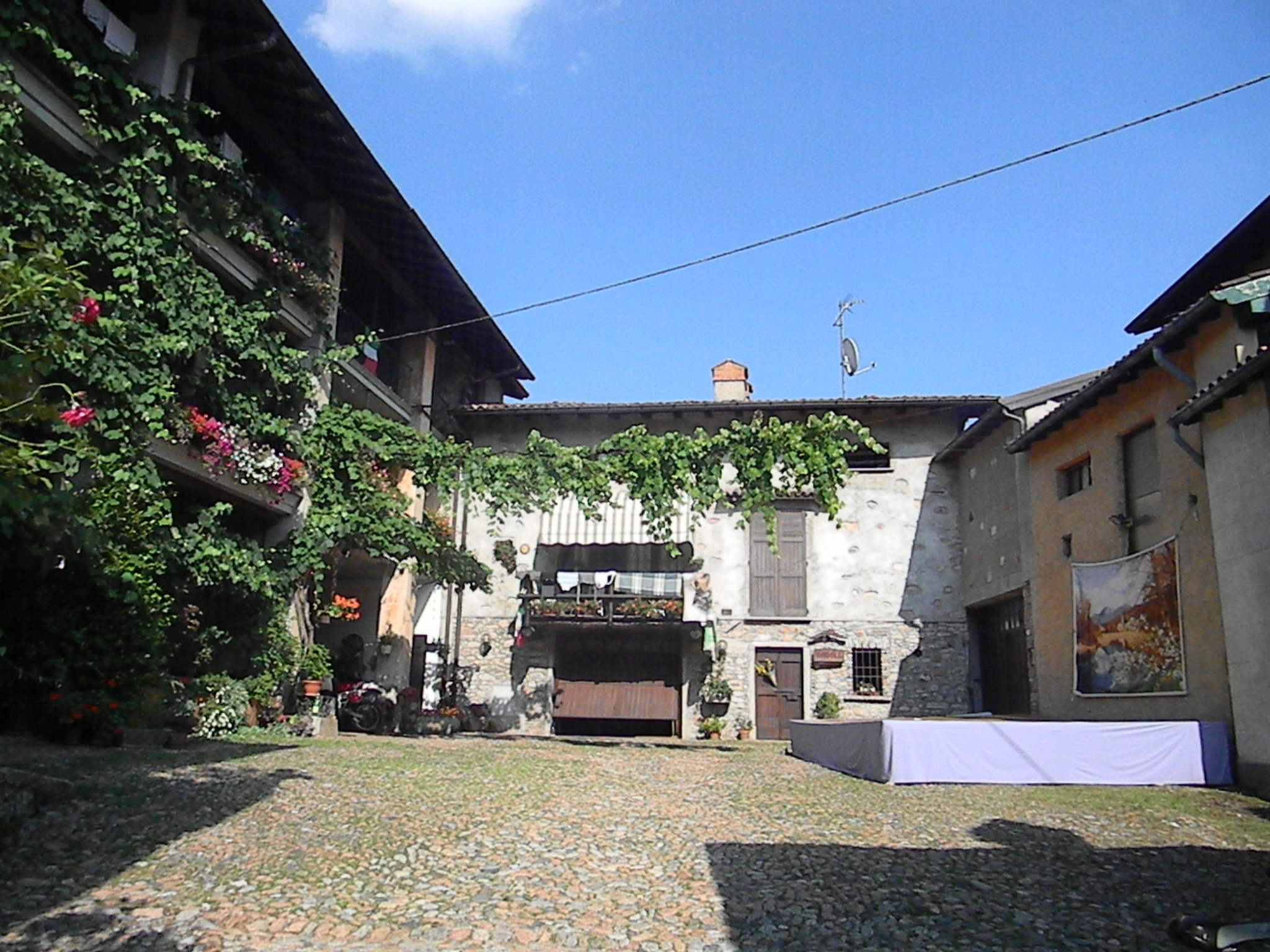
La Curt di Badoll, tipico cortile brinziese
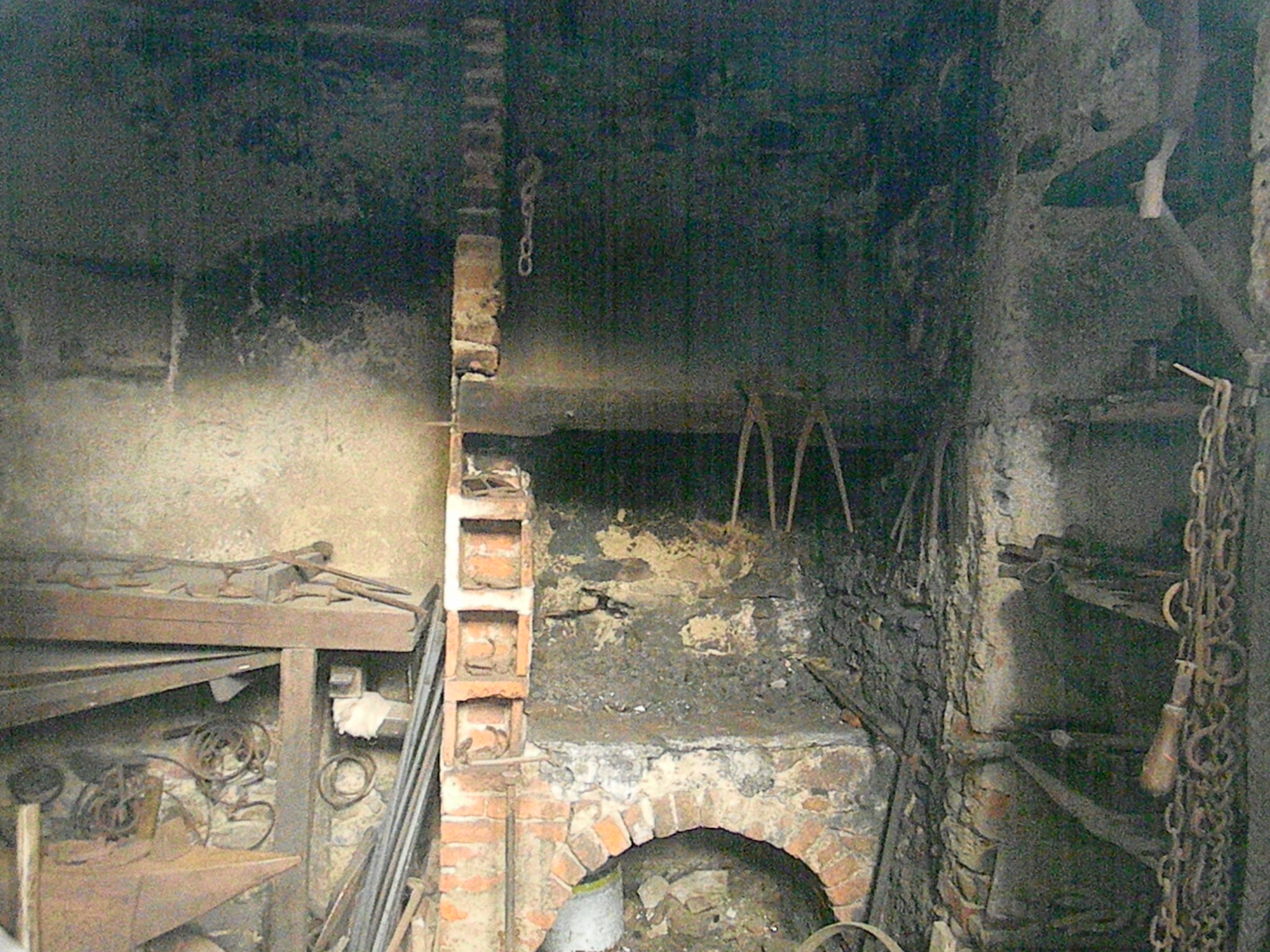
Antica bottega del fabbro
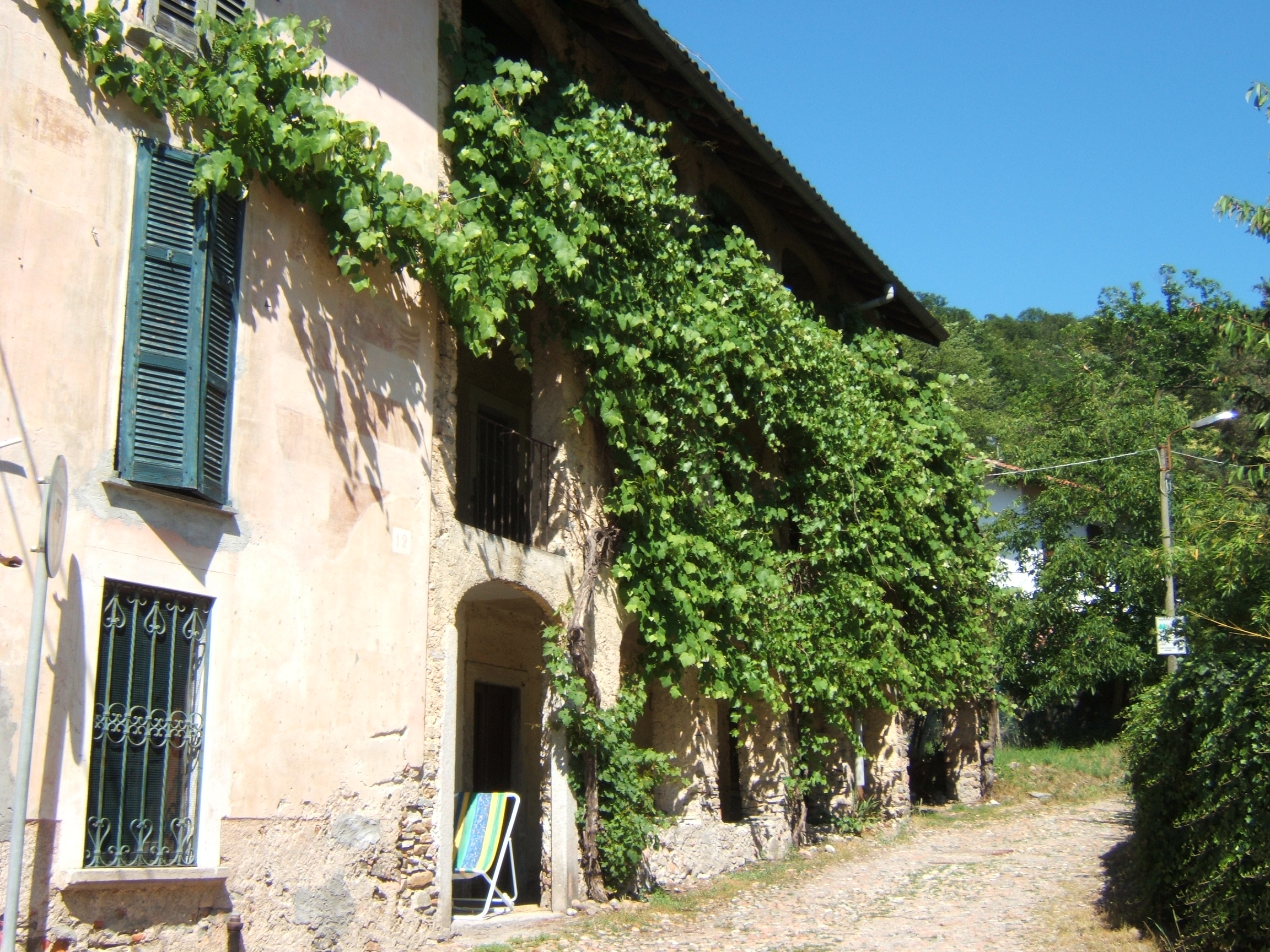
La Ca' di Architt
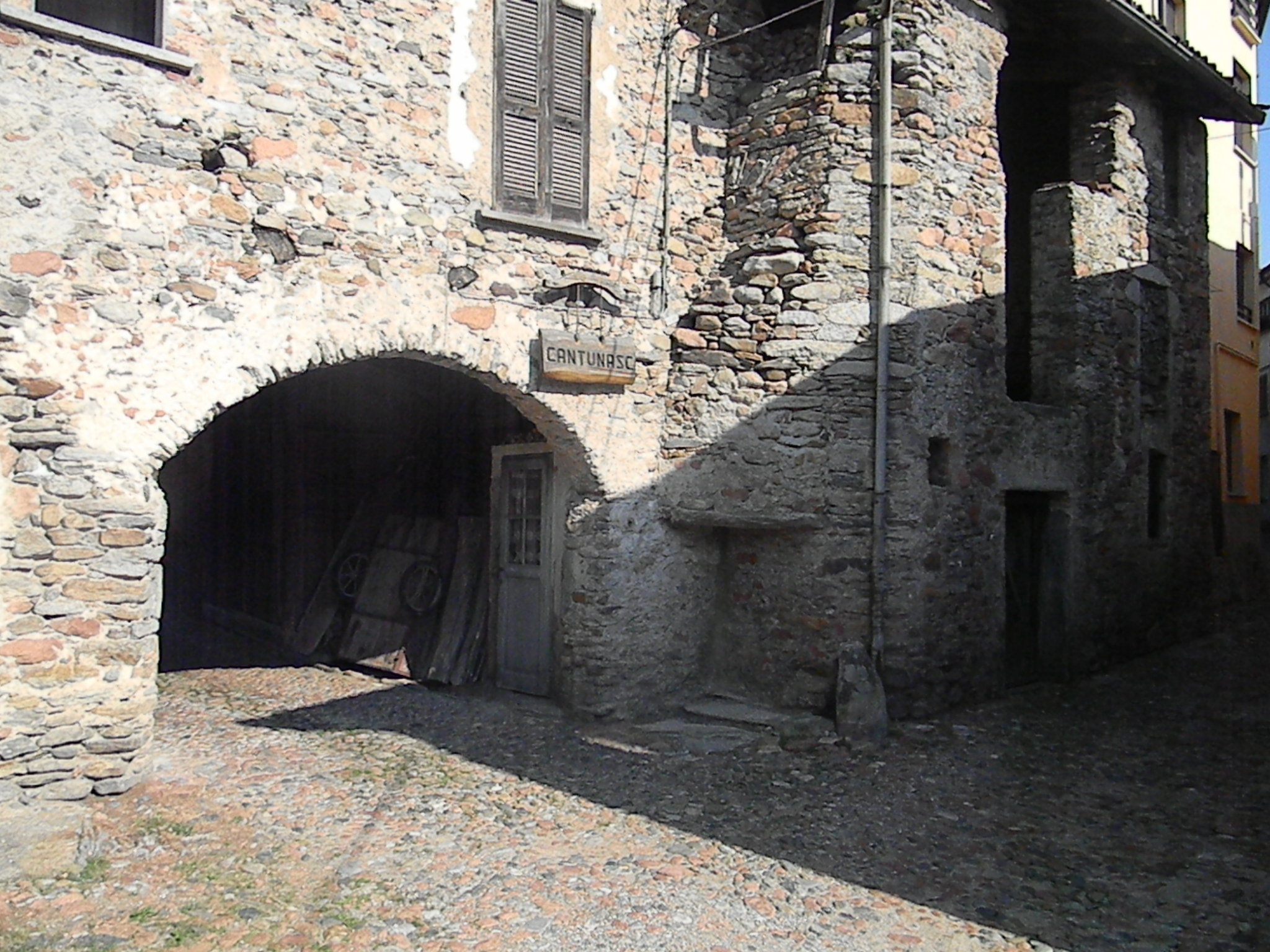
Il Cantunasc

Tutti e tre gli esempi edilizi di cui sopra presentano la stessa tecnica costruttiva: i muri sono realizzati con ciottoli di fiume, legati da malta e calce a base di sabbia di fiume. Ovunque domina il colore rosso/rosato del porfido. Molto limitato è invece l'uso di laterizi.
Del tutto diversa è l'edilizia "ricca", sviluppatasi a partire dai primi del XIX secolo, allorché alcune famiglie di industriali iniziarono a scegliere Brinzio come località di villeggiatura estiva. A tal scopo fecero costruire alcune ville, perlopiù in stile eclettico. L'esempio più importante (e antico) è Villa Ranchet, sita in viale Cadorna, edificata nel 1816 per iniziativa di Luigi Configliacchi, professore di storia naturale ed economia rurale presso l'Università degli Studi di Padova (di cui fu anche rettore), fiduciario dell'imperatore d'Austria e fondatore dell'Istituto per i ciechi patavino, successivamente acquistata da Leopoldo Ranchet, industriale originario di Gallarate (città di cui fu anche sindaco), proprietario della filanda sita nel territorio brinziese, presso la cascata del Pesegh; egli provvide ad ampliarla e a conferirle un impianto architettonico d'impronta palladiana.

### Altro

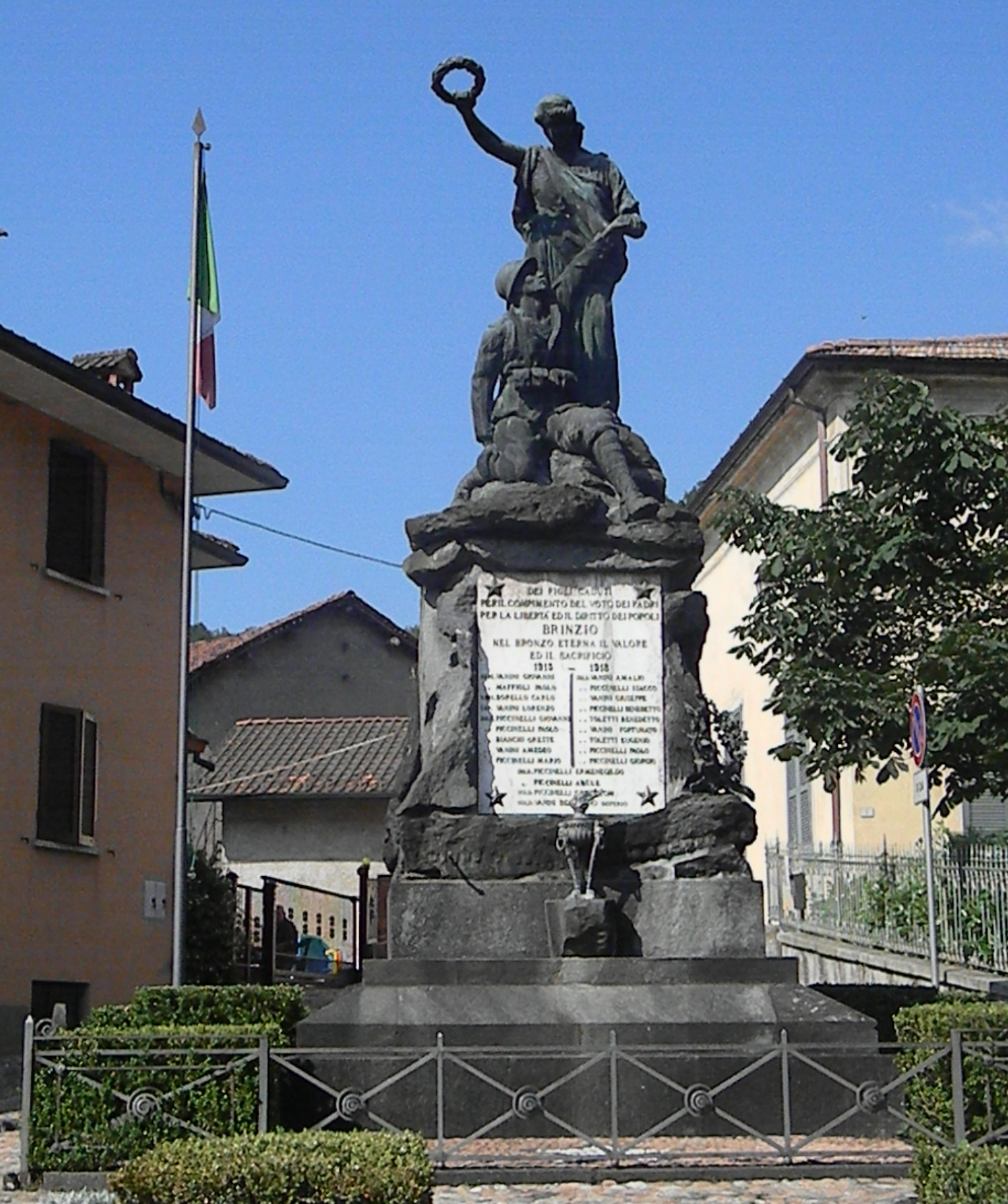
Il monumento ai caduti

Monumento al generale Galvaligi

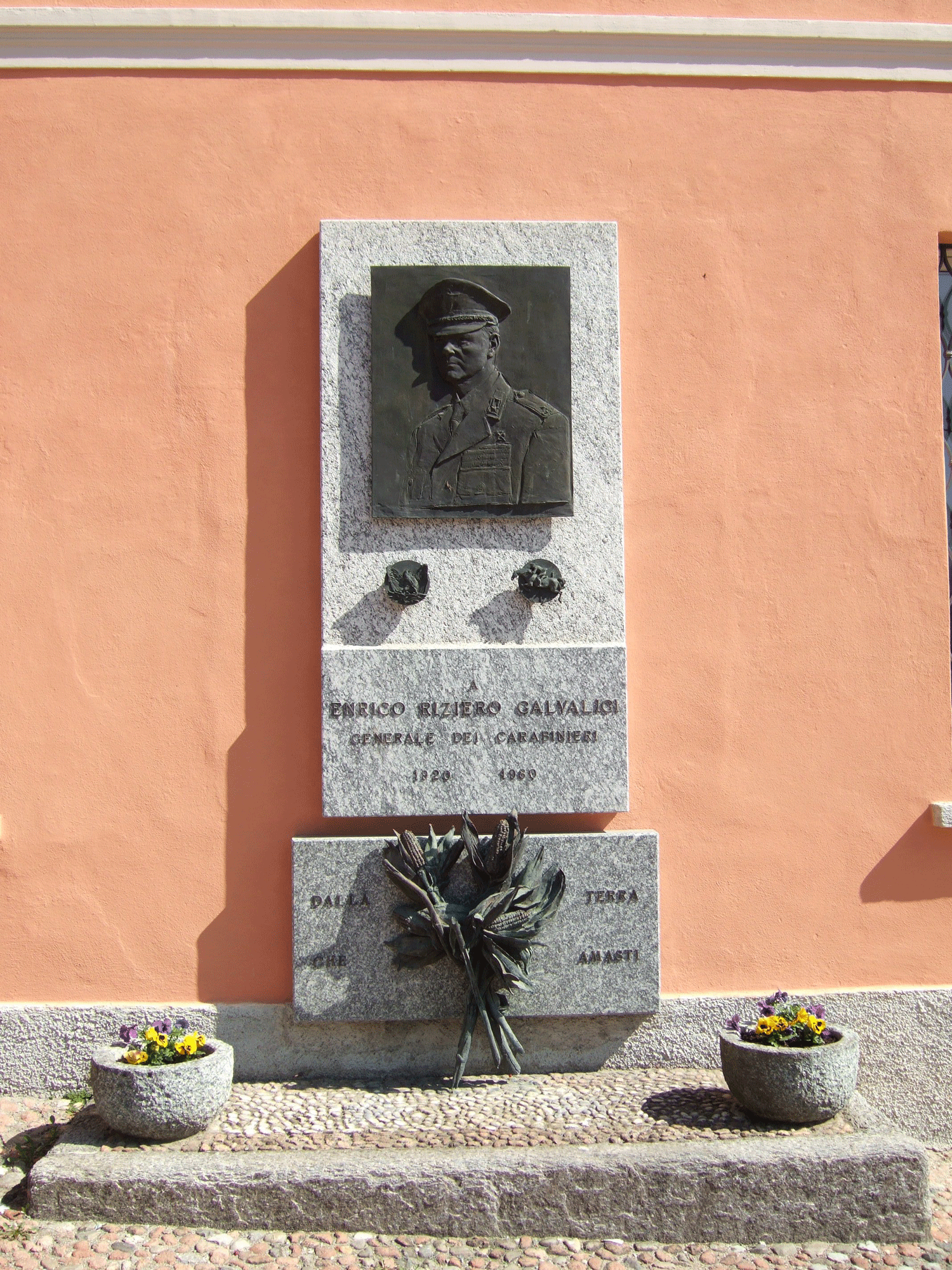
Il monumento al generale Galvaligi

Situato nell'omonima piazza, a ridosso della parete dell'edificio sede della Biblioteca Comunale, è dedicato al generale dei Carabinieri Enrico Riziero Galvaligi, ucciso in un agguato delle Brigate Rosse il 31 dicembre 1980. Egli era originario di Solbiate Arno e si era rifugiato a Brinzio (paese natale della madre) dopo aver disertato dalla Repubblica Sociale Italiana ed essersi unito alla Resistenza. In paese aveva altresì conosciuto la moglie, sfollata da Bologna durante la seconda guerra mondiale. Nel dopoguerra, egli aveva mantenuto saldi legami con Brinzio, tornandovi a soggiornare con la famiglia nei mesi estivi.
La popolazione brinziese, a lui molto legata, in seguito al suo assassinio decise di ricordarlo intitolandogli la piazza principale del borgo e commissionando un monumento allo scultore Ernesto Ornati, che si compone di due lapidi in granito con applicate delle sculture bronzee: nella parte superiore vi è il bassorilievo con il ritratto del generale, che sormonta due tondini con gli emblemi dell'Arma dei Carabinieri e l'iscrizione:
Più in basso, sulla seconda lapide, è applicata una scultura raffigurante delle pannocchie di granoturco, contornate dall'epigrafe:
Monumento ai caduti
Situato in via Trieste, poco sopra piazza Galvaligi, è costituito da un grosso basamento di granito nero, sormontato da una scultura in bronzo, che mostra un soldato morente aggrapparsi alla Vittoria, la quale tiene nella mano destra una corona d'alloro, apprestandosi a porgliela in capo. Il cippo è delimitato da una balaustra metallica e da basse siepi in bosso.
Commissionato originariamente allo scultore Pierino Quigliatti di Ganna e finanziato con una raccolta fondi tra la popolazione, fu inaugurato il 27 maggio 1923.
La parte bronzea fu requisita durante la seconda guerra mondiale per essere rifusa e utilizzato per fabbricare armi. Nel 1956 il Comune contattò il fratello dell'autore, Luigi Quigliatti, che provvide a rifonderlo così com'era. Il monumento fu così re-inaugurato il 29 aprile dello stesso anno alla presenza del generale Guglielmo Orengo, eroe della Resistenza dopo l'armistizio del 1943. Sul basamento vi è questa iscrizione:
Segue l'elenco dei caduti, perlopiù appartenenti alla prima guerra mondiale: i caduti nella seconda si distinguono per il differente carattere tipografico adottato.

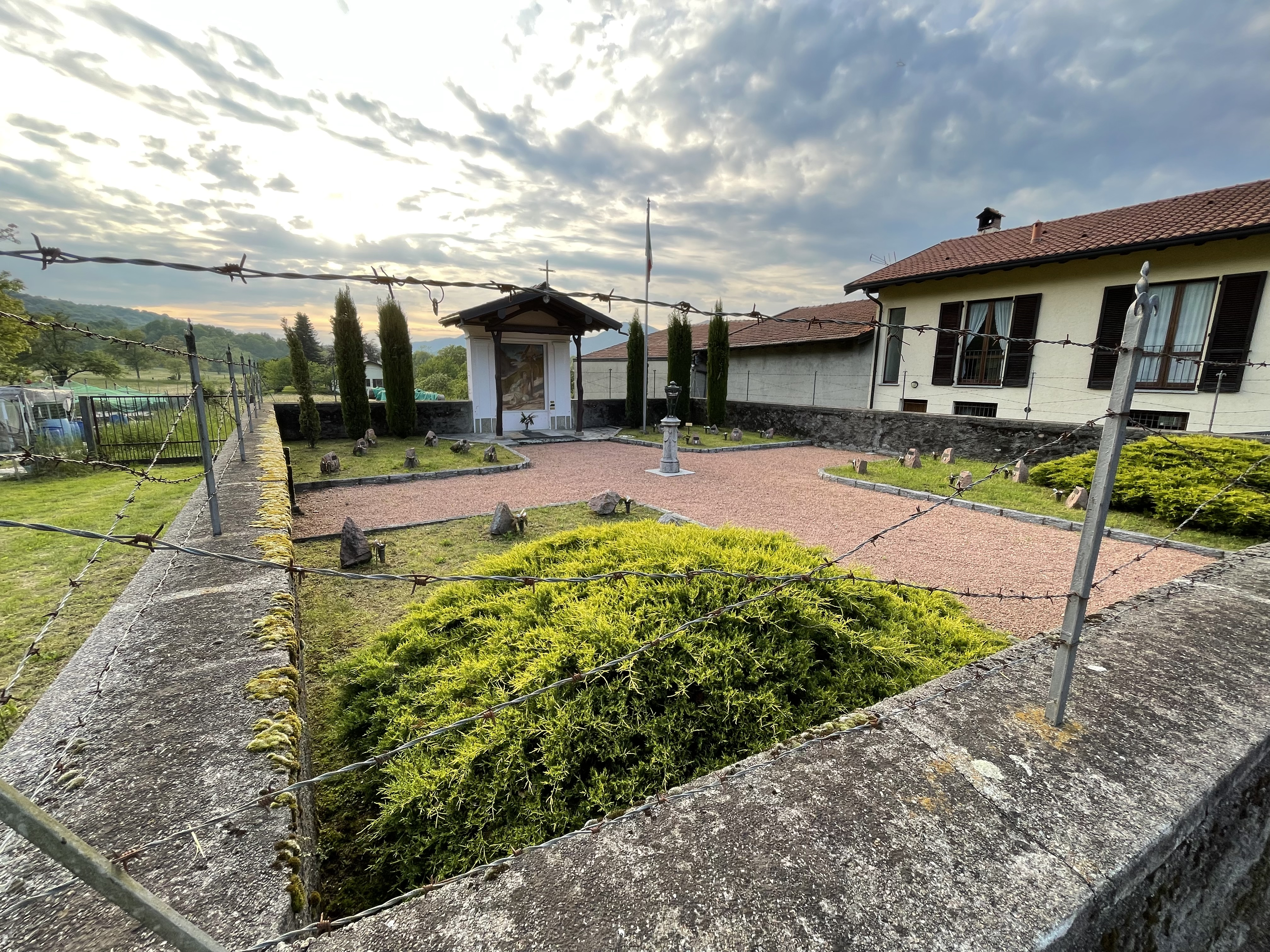
Il parco delle Rimembranze

Parco delle Rimembranze
Situato in via Piave, a poca distanza dalle pendici settentrionali del Campo dei Fiori, venne inaugurato il 20 maggio 1923 sul sito dell'antico cimitero comunale, dismesso alla fine del XIX secolo (opere di restauro vennero poi condotte nel 1966 e nel 2004). Recintato da filo spinato (a ricordo delle trincee), esso si presenta come un giardinetto con quattro aiuole d'erba divise da un doppio vialetto incrociato, al centro del quale è collocata una fiaccola vitrea tricolore illuminata elettricamente. Nelle aiuole sono conficcati 27 cippi in porfido, ciascuno dei quali reca la foto e il nominativo di un soldato caduto. Di questi cippi 23 appartengono a soldati caduti nella prima guerra mondiale, quattro a caduti nella seconda guerra mondiale e uno al Milite Ignoto, che al posto della foto reca la Stella d'Italia. In fondo al parco, circondato da sei cipressi, vi è un piccolo tempio votivo contenente l'affresco Il soldato morente si consacra a Dio, eseguito nel 1920 da Annibale Ticinese.

### Aree naturali

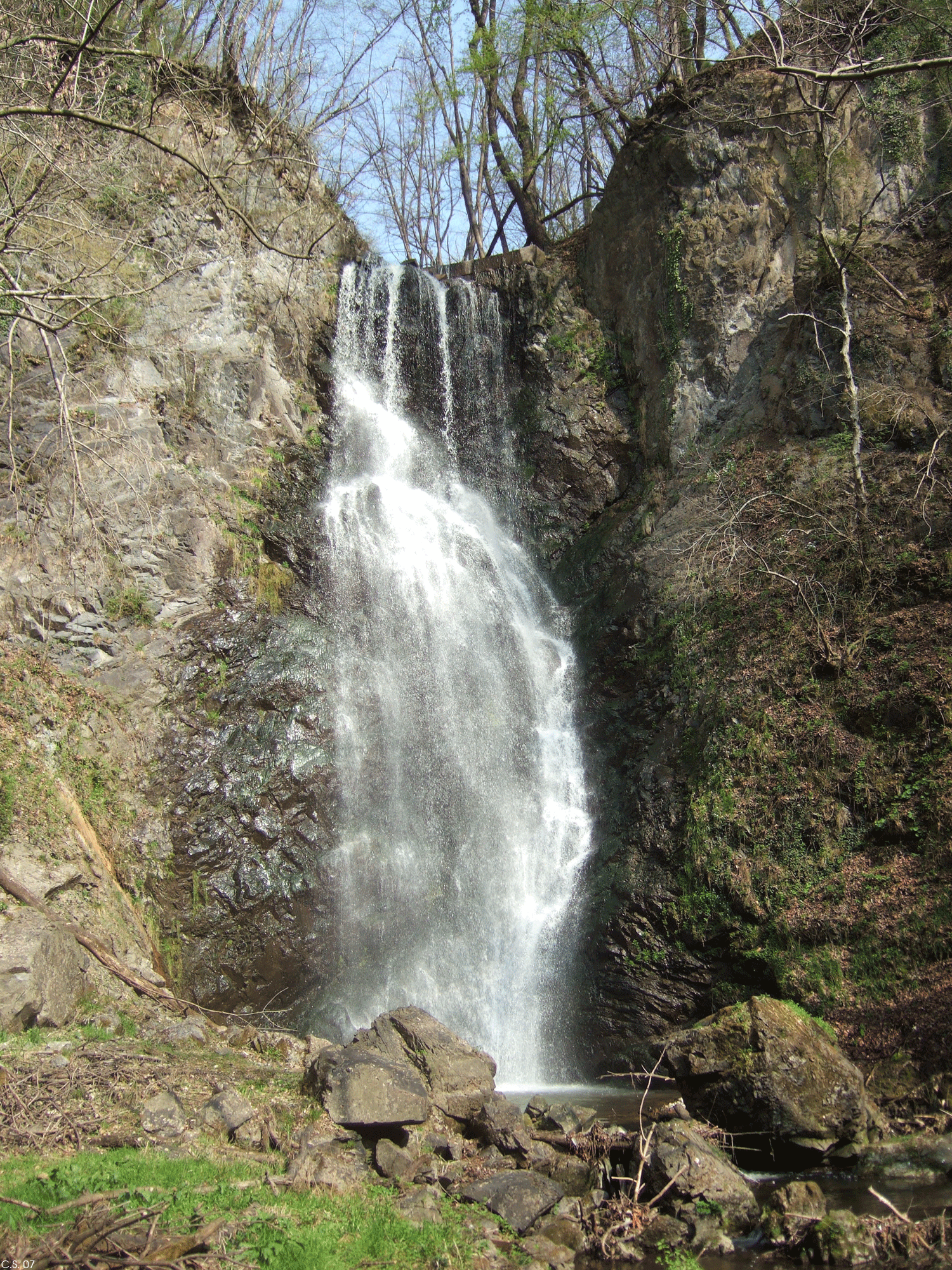
La Cascata del Pesegh

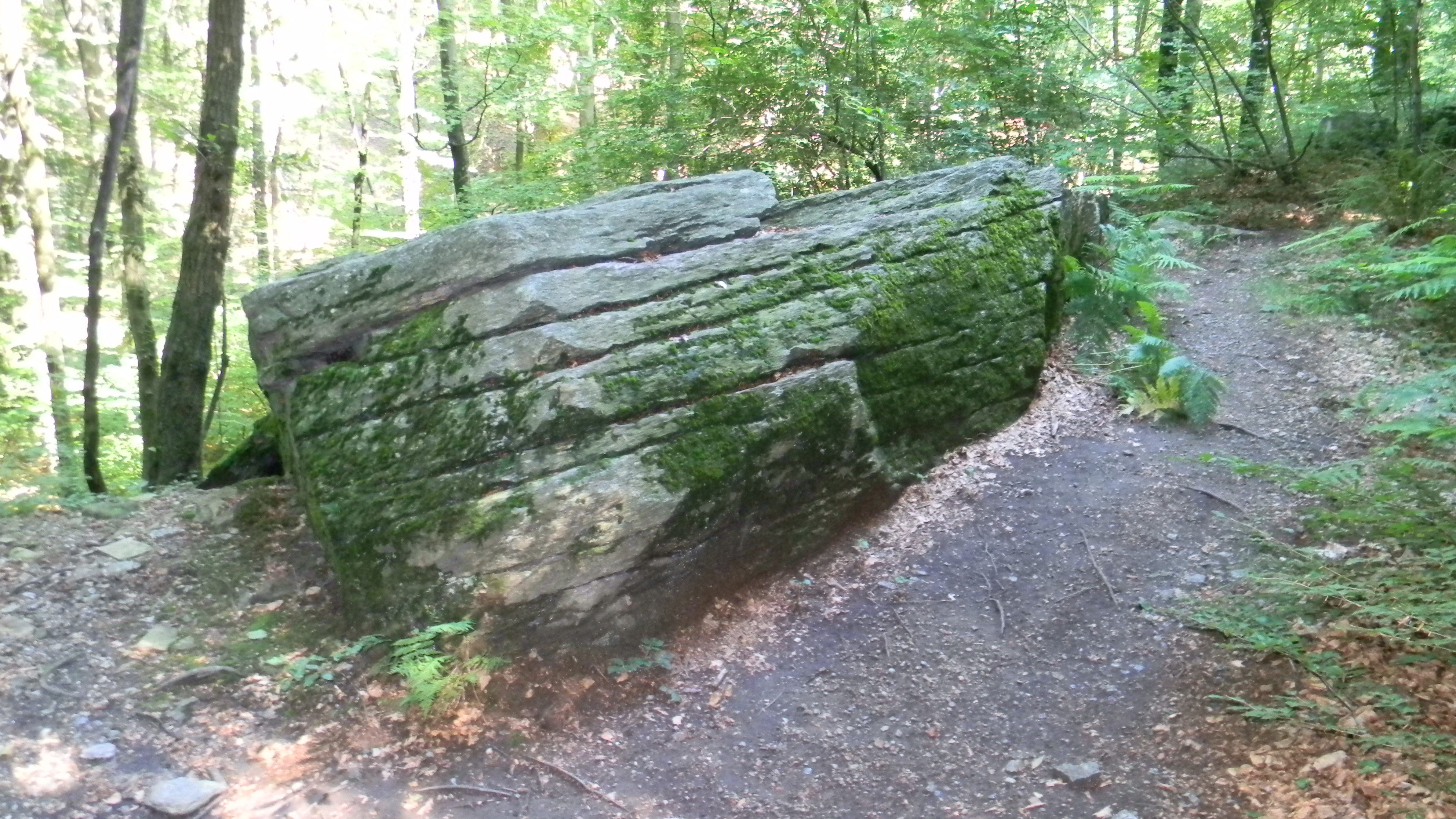
Vista sul lato ovest del masso, che evidenzia la struttura lamellare tipica dello gneiss

Cascata del Pesegh
È originata dal torrente Valmolina, poco dopo la confluenza con i corsi d'acqua della Brivola e del Riazzo. La cascata è costituita da un unico salto, alto 27 metri circa. È situata nei pressi dei ruderi dell'ex filanda Ranchet, esempio di archeologia industriale; dai tempi della seconda rivoluzione industriale e fino ai primi del XX secolo le sue acque furono sfruttate per mettere in moto una turbina, dapprima destinata alla generazione di energia meccanica, in seguito elettrica, per garantire il funzionamento dei macchinari dell'opificio. Nel bosco circostante sopravvivono le condotte forzate e gli alloggiamenti di turbina e alternatori.
Laghetto di Brinzio
Il laghetto di Brinzio è un piccolo bacino lacustre di origine morenica situato a est del centro abitato. Esteso su una superficie di 1,5 ettari e profondo in media 3,5 metri, è un biotopo molto importante dal punto di vista fitologico e zoologico, è riserva naturale orientata dal 1984 e riserva di pesca.
Masso erratico
Il masso erratico di Brinzio presenta una forma tabulare, dimensioni di 8x8 m e uno spessore presunto di 3 m. È costituito da gneiss, roccia metamorfica di origine alpina e non peculiare della zona brinziese (ove abbondano calcare e porfido). È situato in val d'Intrino, sul versante nord del Campo dei Fiori, a 750 m s.l.m., a sud dell'abitato di Brinzio. Fu trasportato nella sua posizione da un ghiacciaio disceso dalle zone del Sempione e/o del Gottardo durante la glaciazione del Würm.
In origine doveva avere dimensioni ben più ragguardevoli, ridottesi a quelle summenzionate a seguito dell'erosione degli agenti atmosferici e dell'azione dell'uomo: anticamente era infatti uso comune sfruttare la foliazione tipica dello gneiss per tagliare lastre da usare per realizzare muretti delimitanti le proprietà private nei boschi. Dal 1984, con l'istituzione del parco regionale Campo dei Fiori, il masso è classificato monumento naturale e soggetto a tutela.
Alla base del masso si trova una risorgiva che alimenta il torrente Intrino.

## Società

### Evoluzione demografica
Abitanti censiti

Prima del 1861 sono accertate le seguenti rilevazioni demografiche:
- 1592: 120 abitanti[82]
- 1751: 262 abitanti[12]
- 1805: 341 abitanti[13]
- 1853: 515 abitanti[14]
- 1859: 545 abitanti[83]

### Etnie e minoranze straniere
I cittadini stranieri residenti a Brinzio (ovvero soggetti di cittadinanza non italiana aventi dimora abituale nel territorio comunale) al 1º gennaio 2023 sono 32, pari a poco più del 4% della popolazione totale; più della metà di essi proviene dall'Europa orientale.

### Lingue e dialetti
Oltre alla lingua italiana, a Brinzio è utilizzato il locale dialetto varesotto, una variante della lingua lombarda. Vi sono però alcune differenze dal dialetto parlato a Varese città, essendo la località di Brinzio influenzata dalle parlate locali della vicina Valcuvia e anche del Canton Ticino. Come tutti i dialetti lombardi occidentali, anche il varesotto è sostanzialmente una lingua romanza derivata dal latino. L'uso del varesotto sta lentamente regredendo, anche se in maniera meno marcata di altri dialetti lombardi.

### Religione

Antico affresco raffigurante La deposizione, sito su una casa del paese. Il prete sullo sfondo è identificato in don Bernardino Toletti, che amministrò il culto a Brinzio tra il 1580 e il 1592.

Nell'ambito della popolazione brinziese, i credenti professano per la loro quasi totalità la religione cristiana cattolica, unica confessione ad avere propri luoghi consacrati al culto e relativi ministri nel territorio comunale.
La cura d'anime è affidata alla parrocchia dei Santi Pietro e Paolo di Brinzio, costituita ufficialmente come tale il 17 novembre 1886 con decreto di mons. Pietro Carsana; in precedenza lo status dell'entità religiosa era incerto, venendo indicata nei documenti dapprima come chiesa "separata dalla matrice di San Lorenzo" a Canonica di Cuveglio, poi come viceparrocchia alle dipendenze della prepositura di Cuvio, senza che però fosse chiaro quale fosse (se vi fosse) la parrocchia soprastante. 
Al di là degli inquadramenti, il territorio brinziese è storicamente sottoposto alla giurisdizione della diocesi di Como e pertanto il culto viene officiato secondo il rito romano. L'attività pastorale dal 1167 al 1798 fu inquadrata nella Pieve di Val Cuvia, poi ridotta a vicariato foraneo di Cuvio; nel 1968 passò al vicariato di Canonica, che nel 1984 fu ulteriormente ricompreso nel vicariato foraneo B delle Valli Varesine, sempre sotto la sede episcopale lariana. Brinzio insiste inoltre sul confine settentrionale dell’arcidiocesi di Milano, cui appartengono i comuni limitrofi di Induno Olona, Valganna e Varese.
La prima attestazione di un sacerdote prestante servizio nel territorio brinziese risale al 1473; la serie dei rettori, viceparroci e parroci di Brinzio è poi nota quasi senza lacune dalla fine del XVI secolo. Molti sono poi stati i sacerdoti originari di Brinzio, che hanno perlopiù prestato il loro servizio nel territorio della diocesi di riferimento o nel vicino Piemonte orientale: tra di essi spicca, per prestigio di carriera, monsignor Stefano Piccinelli (1860-1941), dal 1899 alla morte priore della chiesa di San Bartolomeo a Como e unico religioso brinziese a essere stato insignito della dignità episcopale.
Dal 2006 la parrocchia di Brinzio è stata accorpata in una comunità pastorale con la parrocchia di Sant'Appiano di Castello Cabiaglio, mantenendo tuttavia il rango di sede prevostale.

#### Il giuspatronato
La peculiare natura della comunità cattolica di Brinzio (a lungo priva della dignità parrocchiale) fu alla base del giuspatronato che per oltre quattro secoli disciplinò la scelta del sacerdote incaricato di amministrare il culto in paese.
Tale diritto ebbe origine e fondamento giuridico, con buona probabilità, a partire da un contratto rogato il 23 agosto 1493 tra il sacerdote che prestava pro tempore la cura d'anime nel paese, messer Andrea Cavona, e il Console et huomini de la Comunità di Brincio, al fine di appianare le divergenze sull'amministrazione dei beni della chiesa. In virtù di tale accordo, l'edificio ecclesiastico comunitario e le relative proprietà mobili e immobili venivano rimesse al patronato del locale monastero femminile (esistito tra il XV e il XVI secolo), le cui religiose, dal canto loro, si impegnavano a provvedere al mantenimento dello stesso don Cavona e dei preti che gli sarebbero succeduti, al fine di consentire la celebrazione settimanale di almeno tre messe per la comunità di Brinzio. Una clausola conclusiva di tale patto postillava che, qualora le monache fossero venute meno alle loro obbligazioni, dopo tre anni i beni legati alla chiesa sarebbero tornati nelle mani dei brinziesi, che in quanto nuovi patroni avrebbero avuto licenza di scegliersi il proprio prete in totale indipendenza.
Allorché le suore lasciarono Brinzio, attorno al 1540, cessando di provvedere alle obbliganze del patronato, i brinziesi fecero dunque scattare tale clausola e iniziarono a scegliere autonomamente il sacerdote cui affidare la cura d'anime; la particolare povertà della comunità locale per diverso tempo però non permise di mantenere un ministro del culto in residenza, pertanto l'incarico era conferito per modum provisionis da parte degli abitanti più facoltosi, i quali sceglievano in autonomia chi nominare e si facevano collettivamente carico della relativa remunerazione. Solo in un secondo momento, probabilmente col passaggio al XVII secolo, il prevosto iniziò a risiedere nel paese e poté quindi essere considerato parocus: a quel punto la sua nomina venne sottoposta a un meccanismo elettivo, che rimase in vigore anche dopo l'erezione della chiesa in viceparrocchia e quindi in parrocchia.
In virtù di ciò, quando un sacerdote esauriva l'incarico (per decesso o dimissione), veniva convocata presso la chiesa un'assemblea maschile (inizialmente composta dagli abitanti più benestanti, in seguito da tutti i capifamiglia paesani, con l'aggiunta di eventuali delegati esterni, per un totale di circa 80/90 individui), la quale era chiamata a votare a suffragio diretto su una rosa di candidati presentata dal vescovo di Como: il candidato che superava un certo quorum di consensi, fissato di volta in volta proporzionalmente al numero dei delegati con diritto di voto, otteneva la nomina a parroco. All'occorrenza i deputati potevano altresì votare il rifiuto delle candidature, chiedendo alla sede episcopale di modificarle del tutto o in parte.
Tale sistema fece sì che in taluni lassi di tempo (protrattisi anche per diversi mesi) il paese rimase senza prevosto, laddove nessuno dei candidati riusciva a superare il quorum di elezione, oppure le liste presentate dall'ordinario venivano bocciate. Poteva quindi accadere che l'impasse andasse a esacerbare l'animo dei votanti: le cronache locali danno talora conto di comizi elettorali risoltisi in colluttazioni tra i delegati. Per scongiurare tale eventualità, la procedura era disciplinata da un apposito regolamento, controfirmato anche dalle autorità civili: l'ultima revisione rimasta in vigore (approvata dalla corte imperiale di Vienna il 28 novembre 1828) stabiliva che a presiedere l'assise elettiva vi fosse colui che ricopriva la massima autorità civile del paese (sindaco, podestà o equivalente), coadiuvato da un delegato del livello amministrativo immediatamente superiore al comune (prefettura o equivalente). A titolo d'esempio, l'elezione del 3 dicembre 1933 fu presieduta dal podestà Franco Piccinelli e dal legato prefettizio di Varese Luigi Curti.
Nel 1917 la revisione del codice di diritto canonico proibì al canone 1450 la costituzione di nuovi patronati, mentre il canone 1451 raccomandò agli ordinari di esortare i patroni (in modo però non vincolante) a rinunciare al proprio diritto in cambio di suffragi spirituali. I brinziesi tuttavia continuarono ad avocarsi ed esercitare il giuspatronato per altri tre decenni: l'ultima elezione si celebrò nel 1943 e la rinuncia formale venne presentata nel 1947.
Cessato il privilegio, la nomina dell'amministratore parrocchiale è passata direttamente in capo alla sede vescovile di Como.

#### Le missioni popolari

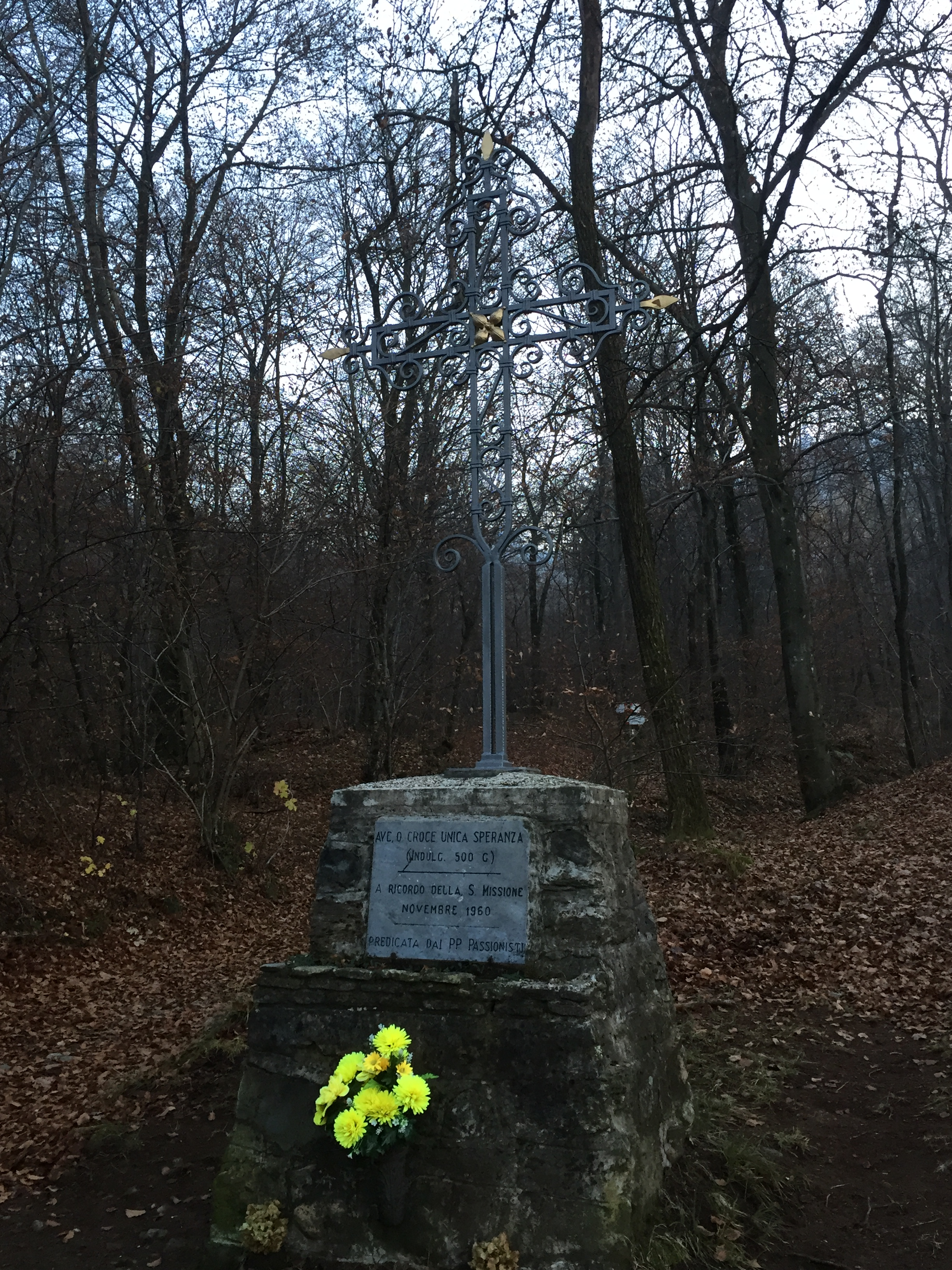
Croce commemorativa della missione 1960, in località Scér: come recita la targa, vengono concessi 500 giorni d'indulgenza a chi recita una preghiera penitenziale a suo cospetto

Un momento importante della vita religiosa paesana fu costituito per secoli dalle cosiddette missioni popolari, momenti di preghiera collettiva "intensiva" coadiuvati dall'attività predicatoria di chierici regolari, perlopiù passionisti, allo scopo di rinforzare la devozione comunitaria e acquistare l'indulgenza plenaria o parziale. Si ha notizia delle prime missioni a Brinzio nel XIX secolo (nel 1886 e nel 1891): avevano una durata settimanale e a predicarle erano alcuni frati inviati da Rho, che nei loro sermoni (il cui stile viene tramandato come alquanto spiccio e grossolano, con un non infrequente ricorso a urla ed espressioni triviali) si scagliavano contro la corruzione dei costumi, mostrando particolare astio nel condannare la pratica del ballo. Altre missioni vennero predicate dai comboniani e non mancò chi, tra i brinziesi, ne fu ispirato al punto da intraprendere a sua volta la strada missionaria.
Nel XX secolo la cadenza delle missioni passionistiche si fece pressappoco decennale: ne vennero celebrate altre cinque (nel 1902, nel 1912, nel 1933, nel 1949 e infine nel 1960), alcune delle quali vennero commemorate con la posa, ai margini del centro abitato, di croci votive, provviste di autorizzazione vescovile all'ottenimento di un'indulgenza per la remissione dei peccati a coloro che avessero recitato una preghiera di contrizione al loro cospetto.

### Tradizioni e folclore

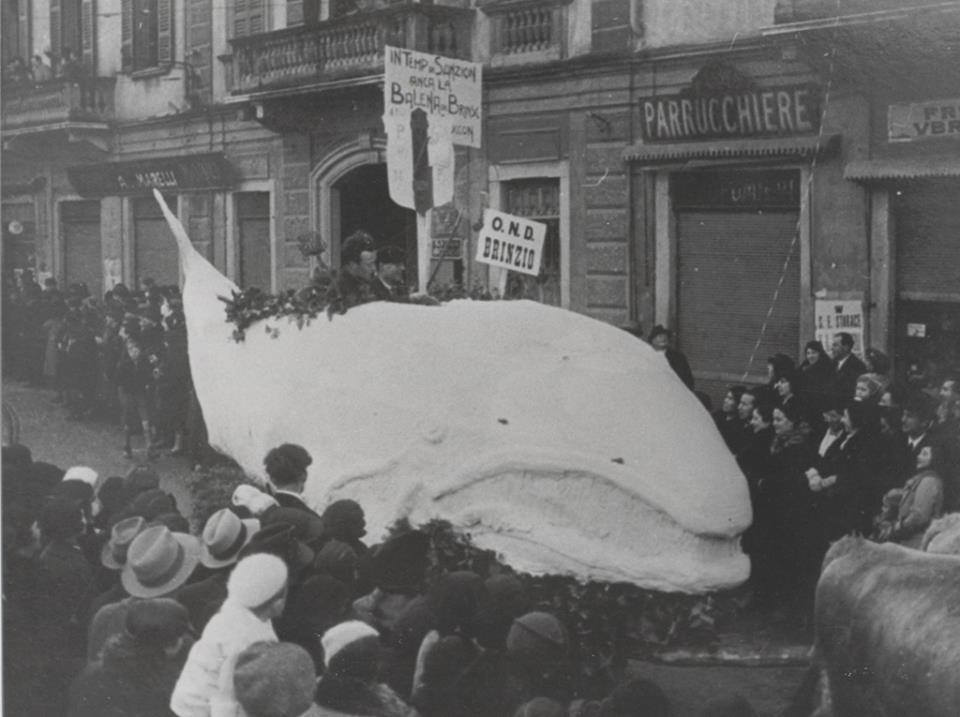
Carro allegorico raffigurante la Balena da Brinsc, presentato dai brinziesi alla sfilata carnevalesca di Varese nel 1935.

Tra le tradizioni ricorrenti e maggiormente rappresentative del folklore locale vi sono le processioni religiose in occasione della festa patronale dei santi Pietro e Paolo, che si svolge usualmente la domenica più vicina al 29 giugno, e l'analoga solennità in onore della Madonna del Rosario, la prima domenica di settembre: in entrambi i casi, viene celebrata una funzione pomeridiana, durante la quale i fedeli muovono in corteo per le vie del centro storico, portando a spalla la statua con l'effigie del patrono o della Vergine, scortata sia dal gonfalone parrocchiale sia da quello comunale. Un'ulteriore processione viene officiata in concomitanza con la festa del Corpus Domini, nel mese di giugno: in questo caso il sacerdote porta in corteo il Santissimo Sacramento dentro un ostensorio, scortato da un baldacchino retto da quattro ministranti.
A carattere laico e/o goliardico sono invece la cosiddetta Befana del Fondista, consistente in una fiaccolata lungo la locale pista di sci di fondo con successivo falò, e la Cavagna di oeuv (letteralmente in dialetto locale "cesto di uova"), sorta di gara di bocce che si snoda tra le vie del centro storico per festeggiare il Lunedì dell'Angelo e il ritorno della primavera.
Elemento caratteristico della tradizione locale è inoltre il "mito della balena", legato a una storia inerente la supposta presenza di un cetaceo nel laghetto di Brinzio, attestata pare fin dal XVIII secolo; la balena è così divenuta un simbolo identitario del paese.

## Cultura

### Musica
A Brinzio ebbero sede, in alterni decenni del XX secolo, una banda musicale (la "società filarmonica") e un coro a cappella (il "coro Valmolina", dal nome di uno dei torrenti che bagnano il comune).

### Istruzione

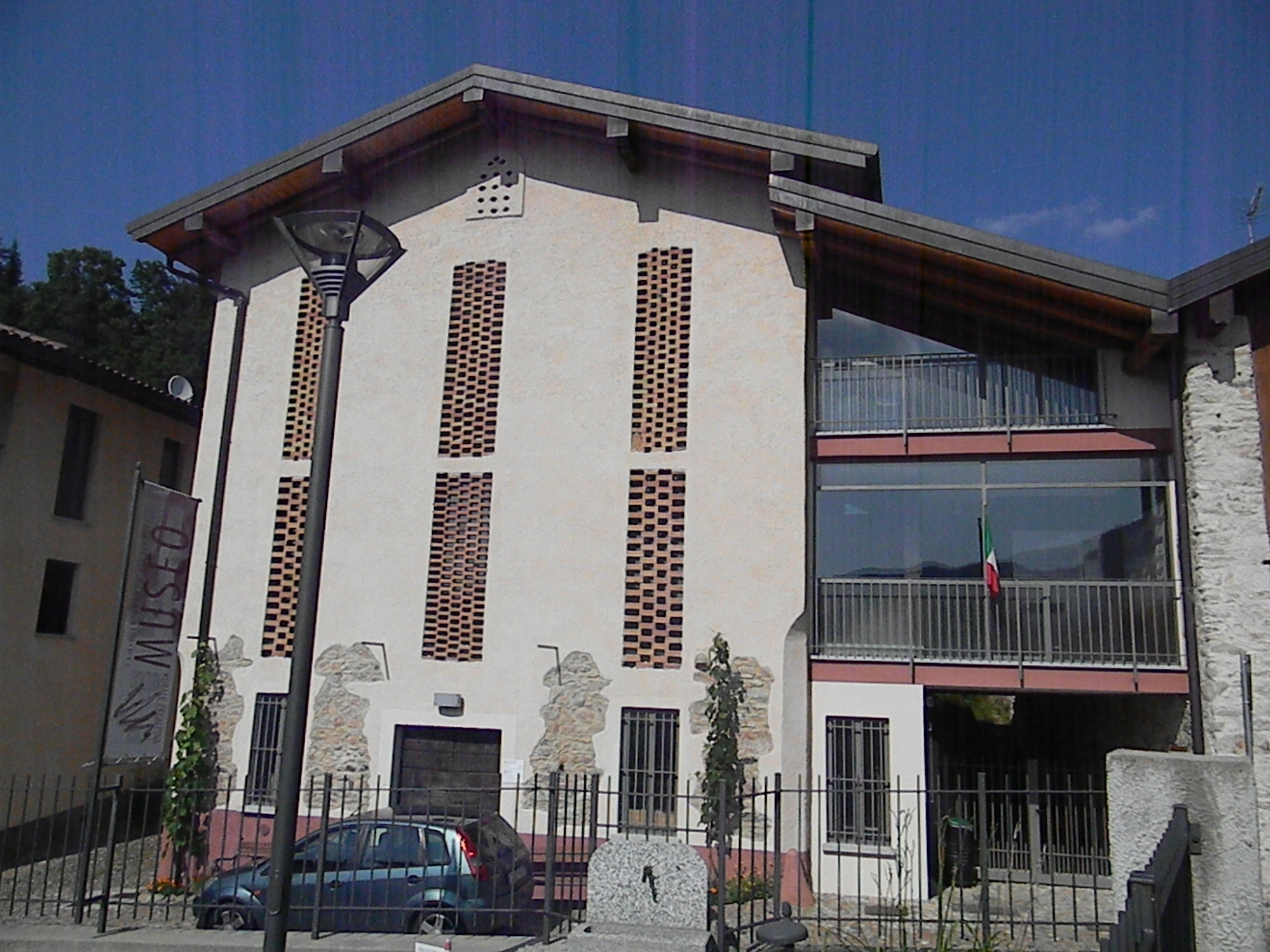
Il Museo della Cultura Rurale Prealpina

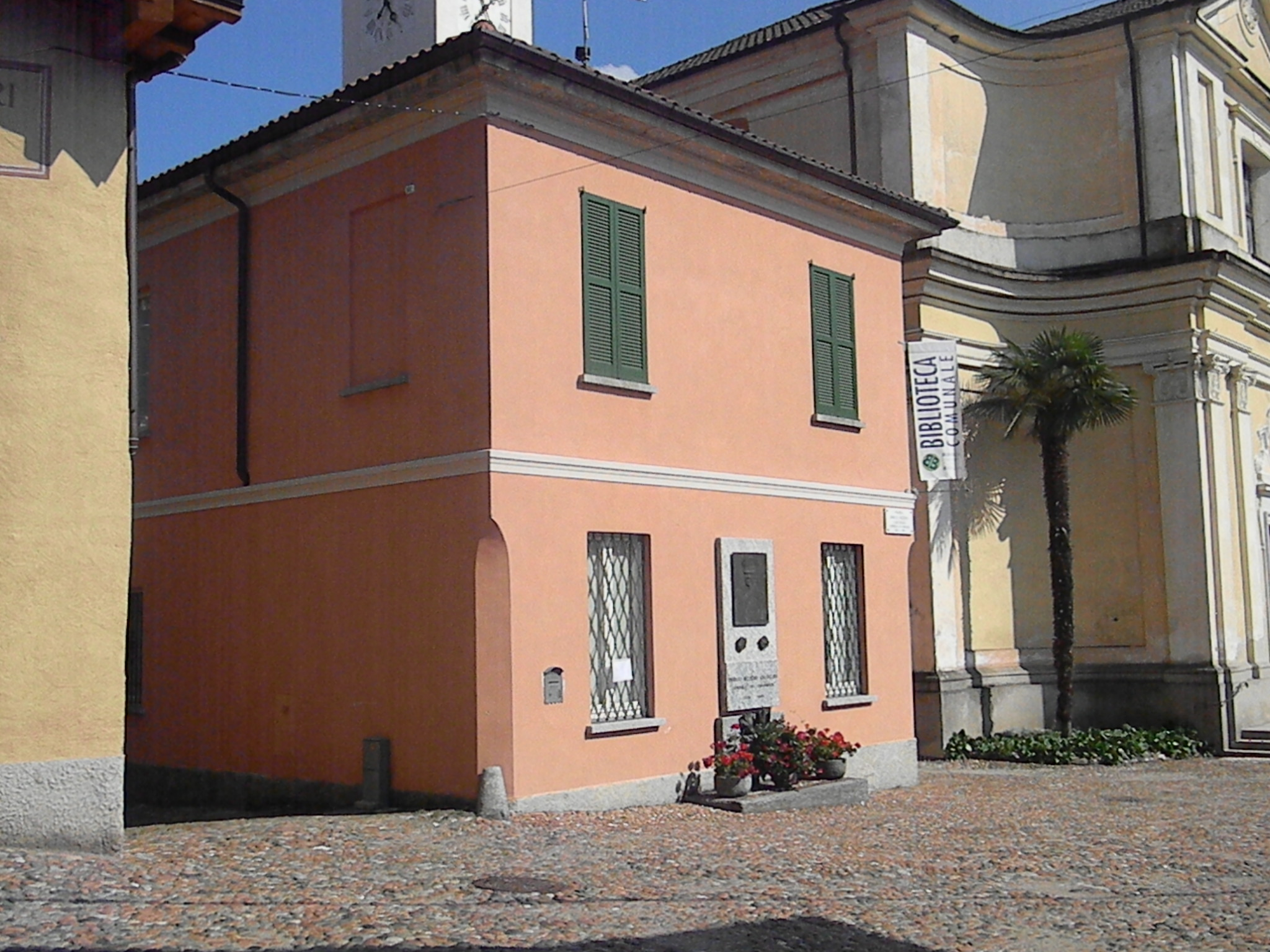
L'ex municipio, adibito a biblioteca comunale

A Brinzio hanno sede due istituti scolastici, entrambi pubblici: una scuola dell'infanzia, fondata nel 1889, e una scuola primaria. Ambedue gli istituti sono posti sotto la direzione di un istituto comprensivo avente come capofila una scuola media della città di Varese. La scuola primaria serve altresì i comuni di Bedero Valcuvia e Castello Cabiaglio, sprovvisti di plesso scolastico equivalente.
Dal 1975 è attiva la biblioteca comunale, che dal 2007 ha sede nell'ex casa comunale.
Nel 2008 è stato aperto, in un antico casolare nel centro del paese, il Museo della Cultura Rurale Prealpina, che, attraverso un'ampia esposizione di attrezzi da lavoro e oggetti di uso comune, offre un'esaustiva ricostruzione della vita quotidiana del paese a vocazione agricola e contadina.

### Cucina
La cucina brinziese è tipica dell'Insubria, legata a tradizioni contadine e al legame culinario con le zone vicine, soprattutto con la cucina milanese e altomilanese. Alcuni piatti caratteristici sono la cassœula (che in dialetto varesotto è detta anche cassoeura o casöra) e la polenta di granoturco (abbinata a vari ingredienti). Nel 1931 la Guida gastronomica d'Italia del Touring Club Italiano segnalava altresì come pietanze tipiche del paese il parò (frittata d'uova e farina bianca), il macchit (insalata di fagioli e rape) e ancora la mortadella di fegato di maiale.
Di grande importanza sono anche le castagne, principale prodotto dei boschi del territorio. Esse vengono consumate cotte (mondelle), essiccate, trasformate in farina, o abbinate ad altri ingredienti. Tra i piatti principali vi è il macch (specie di zuppa a base di castagne secche, riso, acqua, latte e sale), la zuppa di castagne e, tra i dolci, una variante locale del castagnaccio.

## Geografia antropica

### Urbanistica

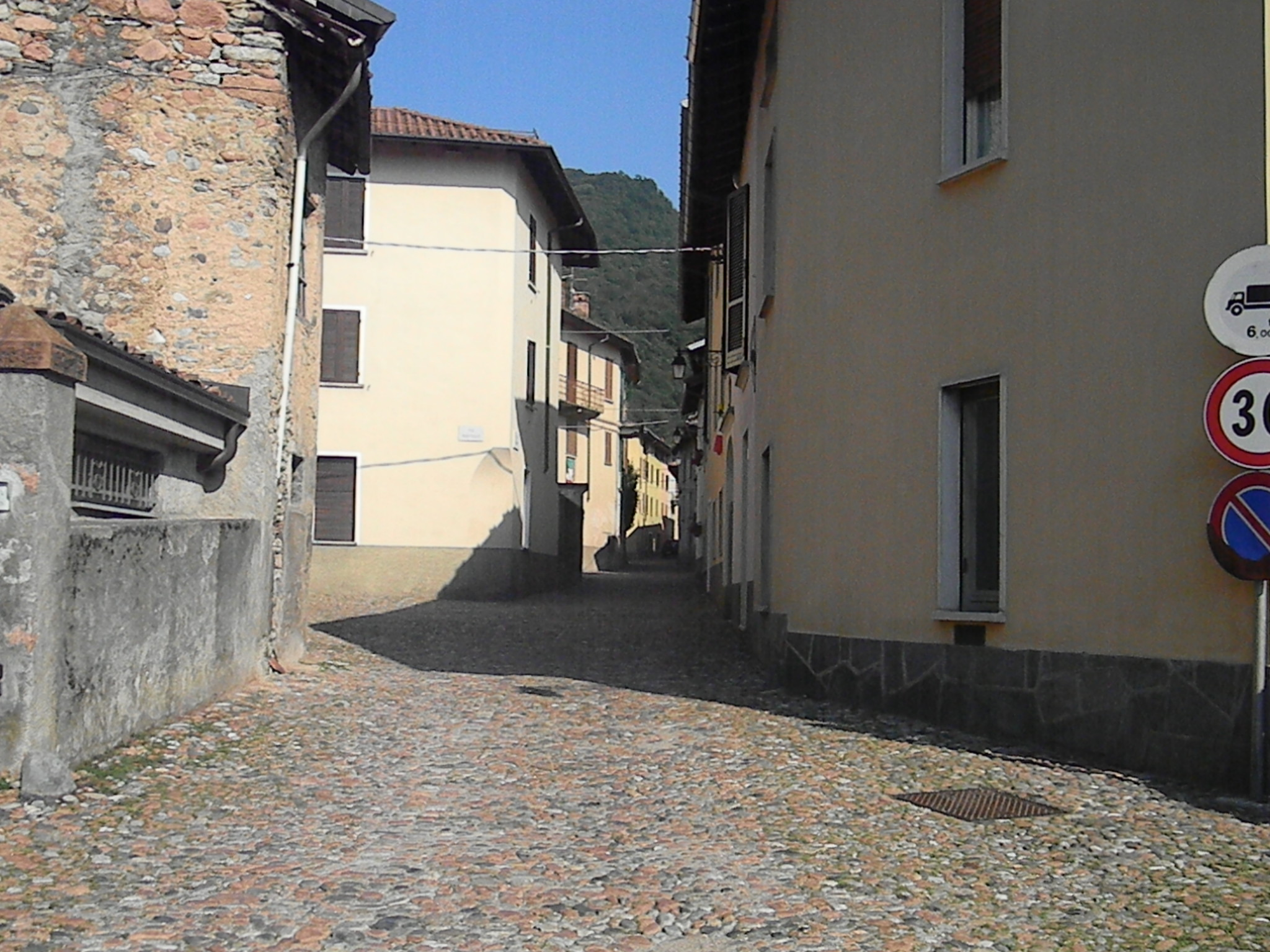
Via Roma, strada principale del paese, pavimentata nel caratteristico acciottolato locale (rizzada)

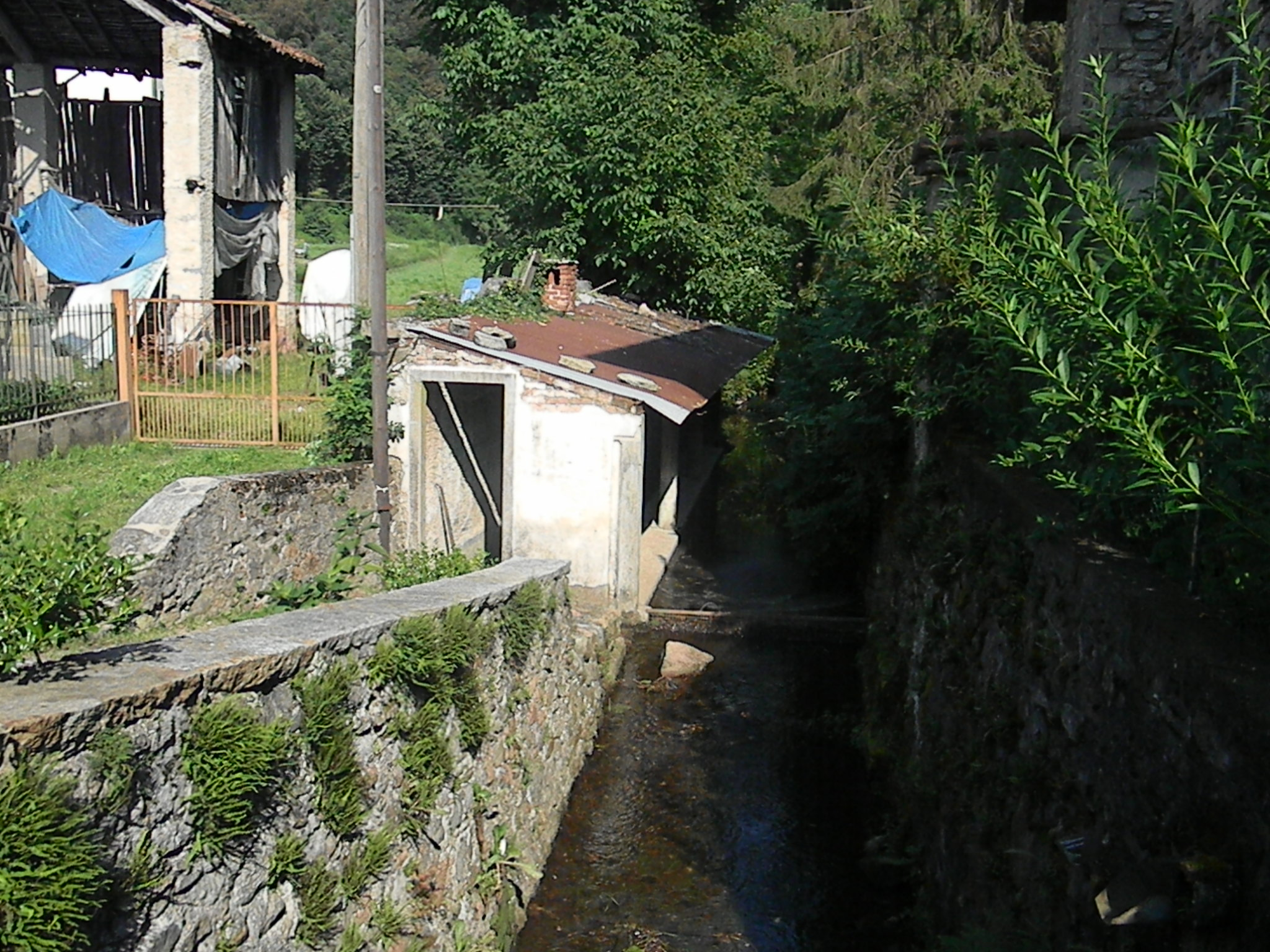
Lavatoio pubblico sul torrente Brivola

Il centro storico del paese, che conserva lo stile architettonico tipico dei villaggi agricoli lombardi, si sviluppa in modo piuttosto irregolare, con strade tortuose e talvolta strette, in larga parte pavimentate con caratteristico acciottolato (la cosiddetta rizzada). Il cuore dell'abitato è la piazza Galvaligi, sulla quale si affacciano la chiesa e il vecchio municipio trasformato in biblioteca, ed è attraversata dalla strada provinciale per Varese, la Valcuvia e la Valganna. Piazza Galvaligi è altresì il punto di partenza di via Roma, “strada di spina” del paese, dalla quale si ramificano pressoché tutte le vie del centro.
La morfologia urbana del centro storico evidenzia come il suo sviluppo avvenne senza una regolamentazione precisa, sebbene non caoticamente: il nucleo più antico del paese, il già citato Casée, sorse nella zona settentrionale della vallata, alle pendici della collina del Runchétt (propaggine del monte Martica), allo scopo di beneficiare del maggior numero di ore di sole possibili. Attorno a esso si raccolsero via via tutte le costruzioni che costituiscono il borgo antico, con una tendenza "a onda" (da nord verso sud) fino ad arrivare all'attuale tracciato della strada provinciale n. 62. Nella prima metà del XIX secolo con buona probabilità lo sviluppo del centro storico era concluso; gli edifici non si spingevano più a meridione per non ricadere sotto l'ombreggiatura del Campo dei Fiori che (specialmente nei mesi invernali) li avrebbe schermati dal sole per parti importanti della giornata. Per la stessa ragione, fino agli anni trenta il campanile presentò l'orologio solo sul lato nord, giacché solo in tale posizione risultava utile a servire il centro abitato. Complice un progressivo calo della popolazione (che ai primi del XX secolo tendeva a emigrare in cerca di maggiori opportunità di lavoro) e il sopraggiungere delle due guerre mondiali, lo sviluppo urbanistico del paese rimase praticamente fermo fino alla fine degli anni quaranta. Solo successivamente, complice la costruzione della strada provinciale Varese-Gemonio, la nuova e migliorata situazione economica e la de-ruralizzazione della popolazione brinziese, che riprese ad aumentare (una tendenza proseguita fino alla metà degli anni 2010, per poi invertire leggermente), la costruzione di nuovi edifici ripartì. Da quel momento, in poi, sempre più appezzamenti prima destinati a uso agricolo e silvicolo furono (non senza abusi) soggetti a inurbamento. Proprio per contenere gli abusi, dal 1970 il comune introdusse il sistema del piano regolatore generale (in seguito Piano di governo del territorio), per meglio controllare lo sviluppo dell'edilizia sul territorio municipale (che, dal 1984, è soggetto al Parco regionale Campo dei Fiori).

### Località minori
Il comune non riconosce frazioni entro il proprio territorio. Sono tuttavia attestate dodici località minori, tutte caratterizzate da bassissima antropizzazione e vegetazione mista prativa e boschiva:
- Pau Majur: situata nella zona settentrionale del paese, nella zona del monte Martica, è costituita principalmente da una torbiera.
- Ranchèt (re Bögia in dialetto varesotto): situata a ovest, al di sotto della Cascata del Pesegh. Il nome deriva da quello dell'industriale gallaratese Leopoldo Ranchet che a fine XIX secolo vi impiantò una filanda.
- Fonte del Cerro (Scér o Sciaré in varesotto): si trova alle pendici del versante nord del Campo dei Fiori di Varese, a sud del centro abitato di Brinzio. Prende il nome dalla sorgente idrica che ivi sgorga, alimentando il torrente Intrino.
- Monte Legnone: designa la porzione di territorio comunale comprendente la suddetta montagna (altitudine 750 m s.l.m.).
- Monte Martica: come la precedente, designa la porzione di territorio comunale comprendente la suddetta montagna (altitudine 1 050 m s.l.m.).
- Cascina Valicci: (Valicc in dialetto varesotto), si trova a nord dell'abitato, sulla Martica. È caratterizzata dalla presenza di prati magri (denominazione che indica appezzamenti erbosi non concimati, sfruttati come pascoli per il bestiame e periodicamente sfalciati, caratterizzati da notevole biodiversità[111]).
- Roccolo, edificato nel 1902 da Leopoldo Ranchet: anch'esso situato sulla Martica, a poca distanza dalla torbiera del Pau Majur.
- Passo Varrò: situata a nord-est del paese, prende il nome dal passaggio che conduce da Brinzio alla Rasa di Varese, sul massiccio del Campo dei Fiori.
- Sass dul Scurbàtt (letteralmente "Sasso del corvo"): è una rupe calcarea, situata perpendicolarmente alla Punta Paradiso del Campo dei Fiori (altitudine circa 800 m s.l.m.).
- Cascina Pregambarìt: si trova anch'essa sulla Martica, ma più a oriente di Cascina Valicci. È costituita quasi unicamente da un grande prato magro rettangolare[111].
- Magolcio (Magolch in dialetto varesotto): frazione contigua a Cascina Valicci.
- Cascata del Pesegh (Cascada dul Pesech in dialetto varesotto): prende il nome dall'omonima cascata di 30 metri d'altezza.

## Economia

### Agricoltura

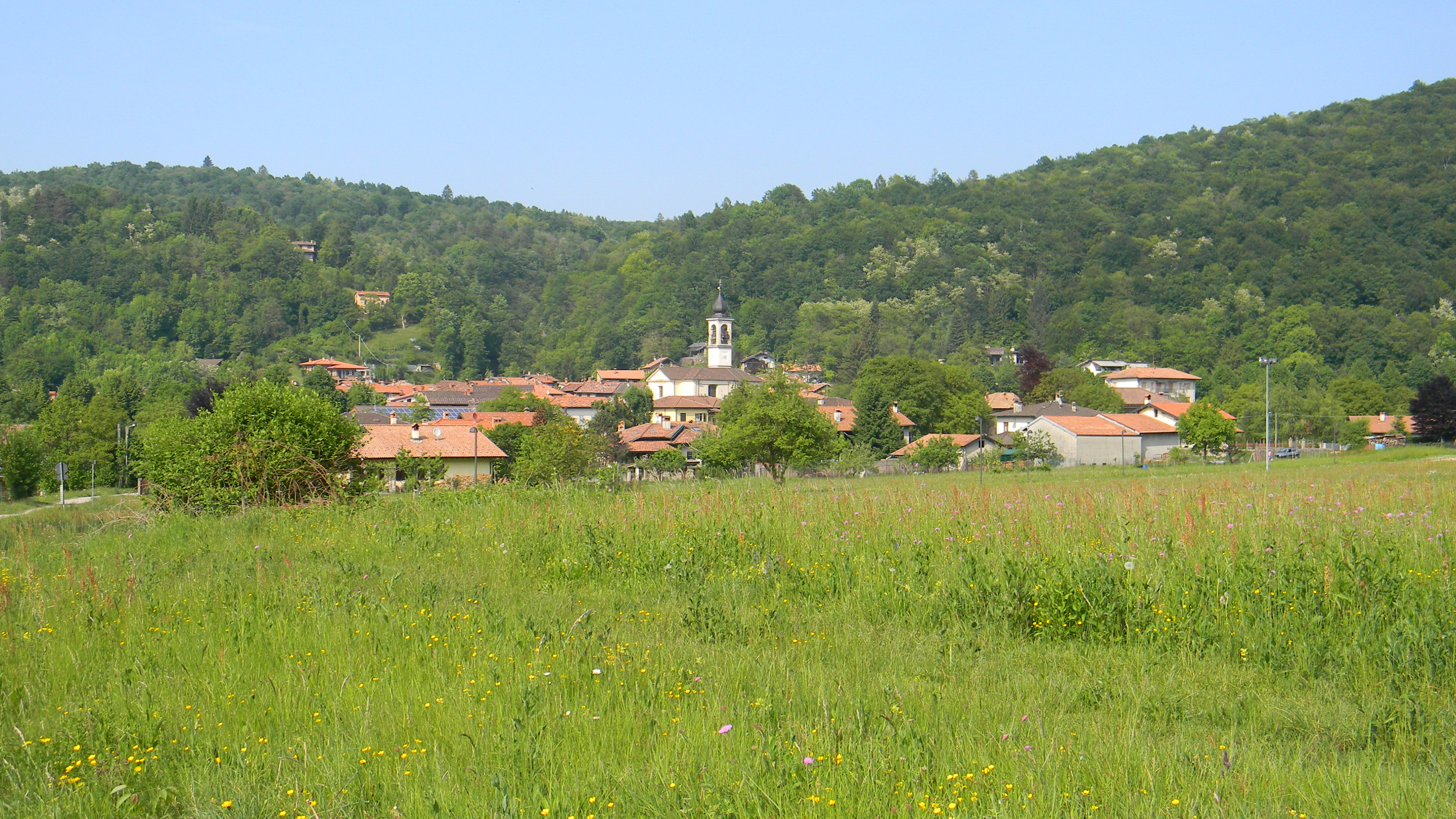
Il centro abitato visto dalle campagne in prospettiva verso nord

Per secoli l'economia locale è stata prettamente agricola, votata principalmente alla sussistenza: gli abitanti del paese lavoravano in gran parte nei boschi, nei campi e nei pascoli; molte famiglie allevavano bestie da cortile. A tal proposito, nel 1932 gli Annali della sperimentazione agraria, pubblicati dal Ministero dell'agricoltura e delle foreste, rilevavano come i terreni agricoli di Brinzio fossero destinati principalmente a prati stabili e pascoli, a conferma di un’economia agricola basata sull’allevamento e sull’autosufficienza. Dal punto di vista fisico, i suoli risultavano leggeri e ricchi in humus, quindi facili da lavorare e ben drenati, ideali per la crescita di erbe spontanee da fieno. Le analisi chimiche mostravano un’acidità piuttosto marcata (pH tra 5,7 e 6,5) e, a dispetto della vicinanza col massiccio del Campo dei Fiori, una presenza calcarea residuale. Nonostante ciò, il suolo risultava ricco di sostanza organica e azoto, segno di una fertilità naturale elevata, favorita da una gestione tradizionale e poco intensiva come quella legata al contesto montano e alla produzione foraggera. Lo spazio coltivabile era comunque molto ridotto.
Tra le poche attività agricole capaci di generare reddito vi era la castanicoltura: alcuni appezzamenti boschivi periferici (non troppo distanti dal centro abitato, tipicamente a ridosso delle zone prative) vennero infatti progressivamente adibiti a veri e propri frutteti, sopprimendo le altre specie arboree e curando in maniera particolare le piante di Castanea sativa. La produzione si fece tanto rilevante da superare il fabbisogno locale, sicché fino circa agli anni settanta del XX secolo fu prassi comune per alcune grandi aziende dolciarie (quale, a titolo d'esempio, la Zuegg) acquistare castagne a Brinzio. Tale frutto occupò per secoli un ruolo centrale nella povera alimentazione delle genti brinziesi e i raccolti andati male (dovute ad esempio ad avverse condizioni meteorologiche) si risolvevano in carestia
Altra attività redditizia fu, tra il Medioevo e gli anni 1960, il commercio di legnami sia a uso costruttivo/artigianale sia come combustibile.
Col miracolo economico e soprattutto verso la fine del XX secolo si assistette alla de-ruralizzazione della popolazione del paese, che portò sia maggior benessere, sia il progressivo abbandono delle professioni agricole: di conseguenza i pascoli sono stati lasciati incolti, i campi sono stati abbandonati e le selve castanili sono pressoché scomparse. Per far fronte a tale situazione, a partire dai primi anni 2000, per interesse del parco regionale Campo dei Fiori e di altre istituzioni, nel territorio comunale è stata attuata una massiccia campagna di recupero e di promozione della coltivazione del castagno. Tra le iniziative di maggior rilievo, si annovera il progetto interreg IIIA, noto come La città del Castagno, realizzato in collaborazione con l'amministrazione locale del Canton Ticino e con fondi dell'Unione europea; in questo quadro sono stati attuati progetti di recupero della castanicoltura ed è stato creato di un percorso museale, all'interno del centro abitato e nei boschi circostanti, volto a evidenziare luoghi e mestieri afferenti a questa attività, e a perpetuarne la memoria. A coronamento di questo percorso, nel 2010, per iniziativa di alcuni agricoltori e piccoli proprietari terrieri, è nato un consorzio di castanicoltori con i comuni di Orino e Castello Cabiaglio.

### Emigrazione
Forte fu per secoli l'emigrazione: dal XVI secolo ai primi del XX decine di abitanti lasciarono il paese, sia stagionalmente sia permanentemente, per stabilirsi nei centri urbani del Nord Italia o all'estero (soprattutto in Svizzera e Francia) in cerca di migliori possibilità di lavoro, in gran parte nell'edilizia. Il fenomeno faceva peraltro affluire a Brinzio sostanziose rimesse di denaro, che cooperavano a sostenere l'economia locale. Complice il miglioramento della situazione economica, il flusso si ridusse dagli anni 1930 e cessò di fatto completamente nella seconda metà del XX secolo.
Non mancò chi riuscì a fare fortuna, come il pasticcere Vittorio Vanini, emigrato giovanissimo in Svizzera a metà XIX secolo; dopo un periodo di apprendistato, nel 1871 aprì la propria attività; i suoi discendenti la svilupperanno poi in due medie imprese attive nella produzione di cioccolato, caffé e frutta candita.

### Industria

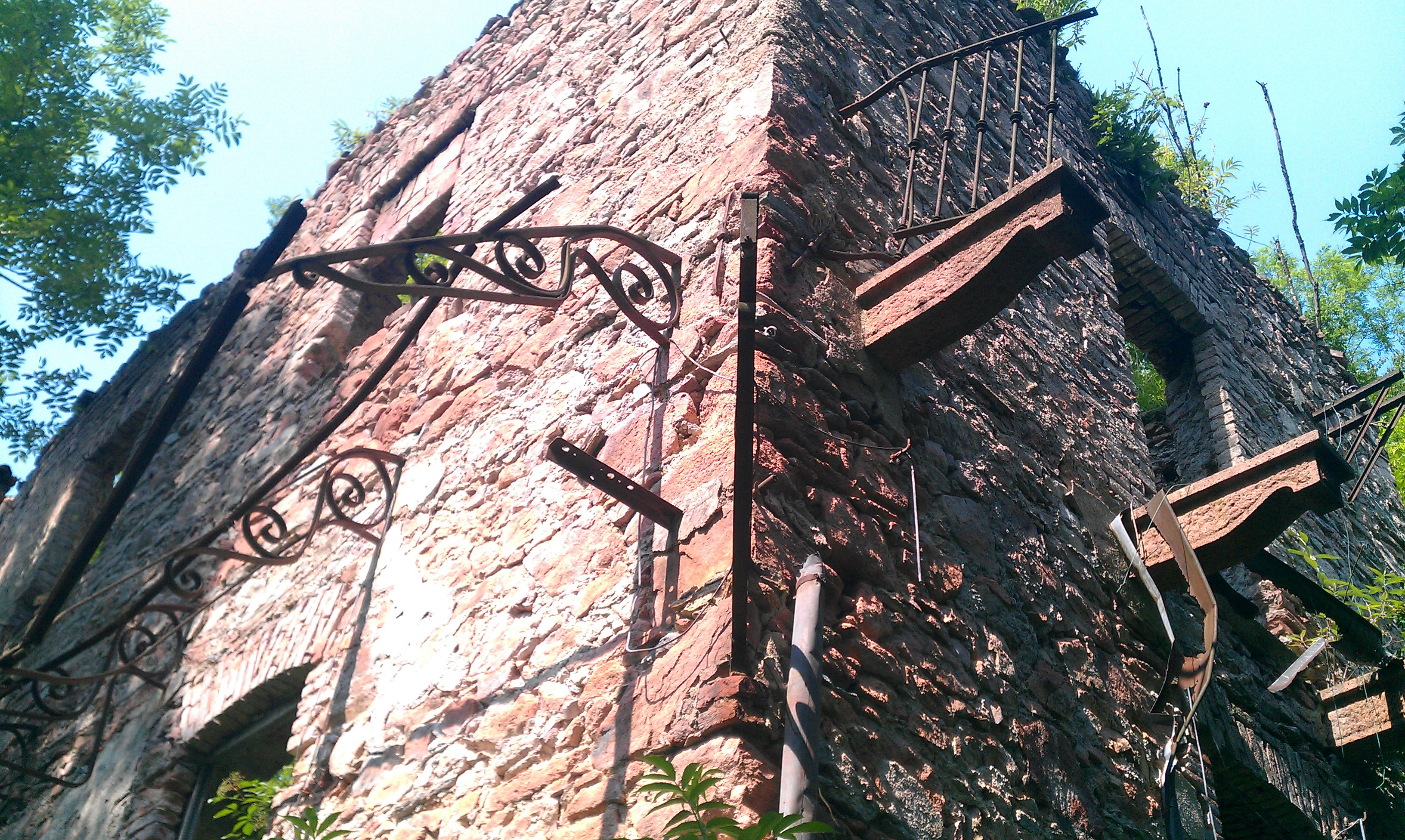
Ruderi della tessitura Ranchet (2016)

Verso la metà del XIX secolo, in piena seconda rivoluzione industriale, la famiglia gallaratese di industriali tessili Ranchet impiantò un proprio opificio presso la cascata del Pesegh, nella località precedentemente nota come Fusinàsc, in quanto già ospitava un rudimentale sito di lavorazione del ferro. Divenuta impropriamente nota come filanda, la fabbrica si specializzò nella tessitura del cotone; per azionare i telai si provvide a incanalare in una condotta forzata le acque della cascata, convogliandole fino a una turbina che (per mezzo di cinghie) metteva in moto tutti i macchinari. In un secondo tempo la turbina venne collegata a un alternatore, permettendo di generare energia elettrica; per incrementare l'apporto d'acqua, venne posta in opera una piccola saracinesca lungo il torrente Brivola, che veniva chiusa di notte e aperta di giorno, così da avere un flusso sufficiente negli orari di operatività dell'opificio.
Stando ai documenti conservati presso l’archivio comunale di Brinzio si apprende che nel 1898 lo stabilimento aveva a libro paga circa 140 operai, in larga parte giovani donne di età compresa tra i 13 e i 26 anni, che provenivano anche dai comuni limitrofi.
Alla fine della seconda guerra mondiale la crisi del settore tessile portò all'interruzione della produzione: la fabbrica fu dapprima convertita in allevamento avicolo e infine definitivamente abbandonata e lasciata cadere in rovina.

### Turismo
La vocazione turistica di Brinzio ha le sue radici già nella seconda metà del XIX secolo, allorché alcune facoltose famiglie provenienti dalle città limitrofe scelsero il comune per costruirvi una seconda casa; molte erano altresì le famiglie brinziesi che, per integrare i modesti introiti della vita contadina o operaia, affittavano camere a villeggianti forestieri.
Nell'agosto 1958 il Corriere d'Informazione stimava che il flusso turistico estivo portasse a Brinzio fino a 300 persone, che si aggiungevano alla normale popolazione, all'epoca di circa 500 anime: ciò avrebbe causato, tra l'altro, momentanei disseccamenti della falda che alimentava l'acquedotto comunale.
Tra la fine del XX secolo e l'inizio del XXI il flusso turistico ha iniziato a fondarsi su aspetti più specifici della realtà locale, segnatamente l'attivazione della pista per lo sci nordico e la valorizzazione architettonico-paesaggistica del territorio, ove la collocazione agreste e l'originaria vocazione contadina sono state storicizzate e rese fruibili ai visitatori, nonché protetta con normative di tutela.
Il paese non ha comunque mai conosciuto un vero e proprio sviluppo antropo-urbanistico in chiave turistica: le strutture a carattere puramente ricettivo (alberghi, ristoranti, bar et similia) sono sempre rimaste di ridotte dimensioni e capacità.

## Infrastrutture e trasporti

### Strade
Il comune è attraversato dalle strade provinciali n. 45 del Campo dei Fiori (che collega Brinzio a Gemonio) e n. 62 del Sasso Marée (altrimenti detta "del Brinzio", che collega Varese a Rancio Valcuvia).

### Mobilità urbana
I trasporti interurbani di Brinzio vengono svolti con autoservizi di linea gestiti dalla società Autolinee Castano per conto del CTPI - Consorzio Trasporti Pubblici Insubria.

## Amministrazione

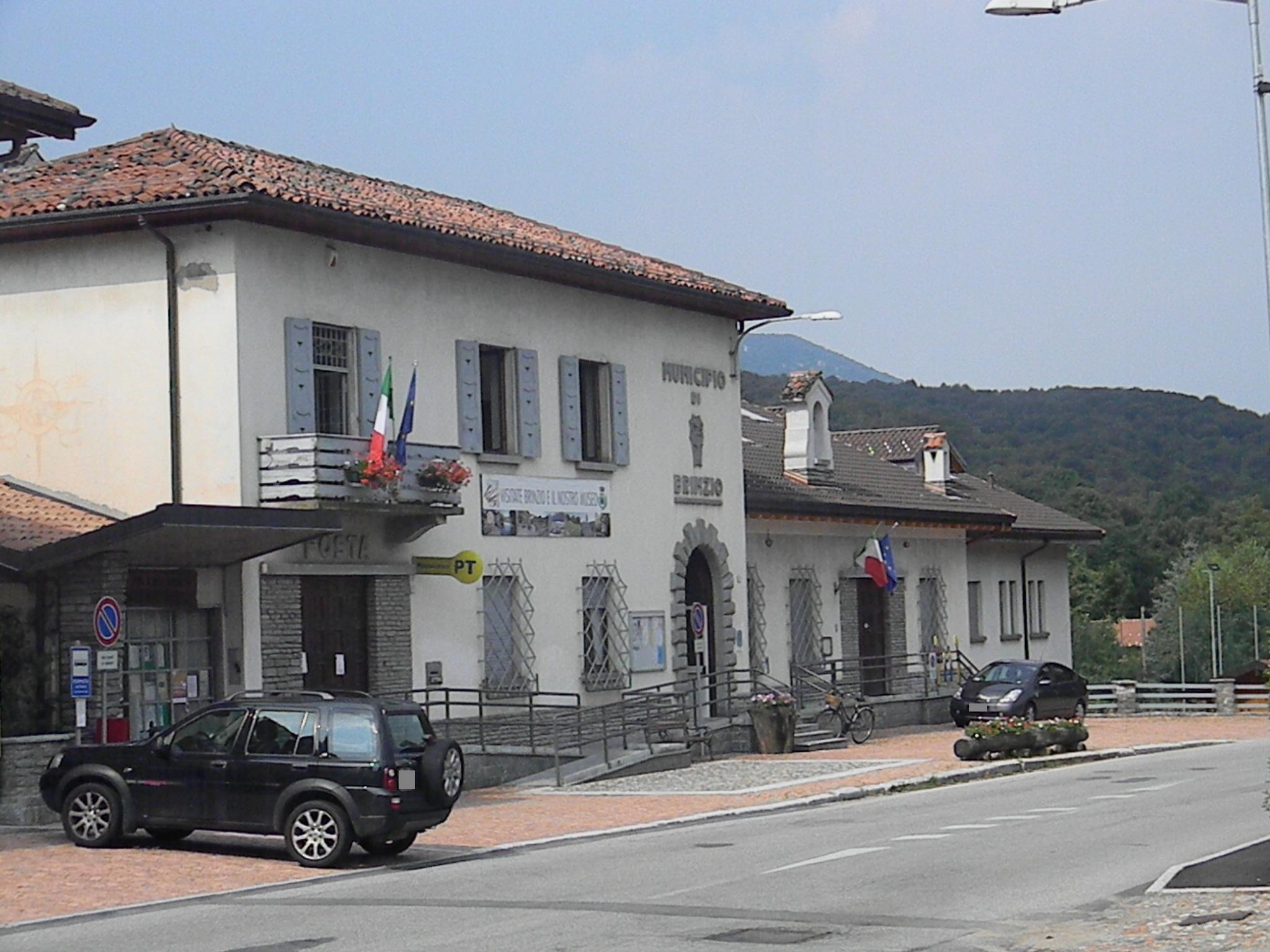
Il palazzo municipale con annesse scuola elementare (a destra) e ufficio postale (a sinistra)

Di seguito è riportato l'elenco dei primi cittadini di Brinzio dall'Unità d'Italia in poi. Tolte particolari circostanze (ad esempio l'epoca fascista, nella quale il podestà veniva nominato senza passare da una consultazione elettorale), la politica locale è sempre stata egemonizzata da candidati puramente civici, non direttamente riconducibili ad appartenenze partitiche. I tentativi di presentazione di liste comunali attuati da formazioni politiche sovraterritoriali o nazionali si sono sempre risolti in insuccessi.
Le fonti disponibili per ricostruire la cronotassi degli amministratori locali sono a tratti in contraddizione e contemplano occasionali lacune.
| Periodo          | Periodo          | Primo cittadino       | Partito                          | Carica                                 | Note    |
| ---------------- | ---------------- | --------------------- | -------------------------------- | -------------------------------------- | ------- |
| 3 febbraio 1860  | settembre 1875   | Pietro Vanini         | -                                | Sindaco                                |         |
| settembre 1875   | 19 novembre 1889 | Grisostomo Piccinelli | -                                | Sindaco                                |         |
| 19 novembre 1889 | ottobre 1891     | Gerolamo Piccinelli   | -                                | Sindaco                                |         |
| ottobre 1891     | maggio 1892      | Carlo Vanini          | -                                | Sindaco                                |         |
| maggio 1892      | 1898             | Pietro Vanini         | -                                | Sindaco                                |         |
| 1898             | 22 luglio 1899   | vacante               | -                                | -                                      |         |
| 22 luglio 1899   | 13 giugno 1917   | Daniele Piccinelli    | -                                | Sindaco                                | [ A 2 ] |
| 13 giugno 1917   | 6 gennaio 1918   | vacante               | -                                | -                                      |         |
| 6 gennaio 1918   | 15 ottobre 1922  | Attilio Vanini        | -                                | Sindaco                                |         |
| 15 ottobre 1922  | agosto 1925      | Vittorio Piccinelli   | -                                | Sindaco                                |         |
| agosto 1925      | 1939             | Franco Piccinelli     | PNF                              | Comm. (fino all'8 luglio 1926) Podestà | [ A 3 ] |
| 1939             | primi del 1940   | -                     | PNF                              | Comm.                                  | [ A 3 ] |
| primi del 1940   | gennaio 1945     | Carlo Piccinelli      | PNF                              | Podestà                                | [ A 3 ] |
| gennaio 1945     | 25 aprile 1945   | Francesco Parini      | PFR                              | Comm.                                  | [ A 3 ] |
| 25 aprile 1945   | 7 luglio 1945    | Battista Piccinelli   | Nominato dal CLN                 | Comm.                                  |         |
| 7 luglio 1945    | 27 maggio 1956   | Aldo Vanini           | Lista civica                     | Sindaco                                | [ A 4 ] |
| 27 maggio 1956   | 8 giugno 1970    | Casimiro Piccinelli   | Lista civica "torre"             | Sindaco                                |         |
| 8 giugno 1970    | 5 giugno 1979    | Mario Mauri           | Lista civica                     | Sindaco                                |         |
| 5 giugno 1979    | 7 maggio 1990    | Elia Piccinelli       | Lista civica "Brinzio"           | Sindaco                                |         |
| 7 maggio 1990    | 13 giugno 2004   | Roberto Piccinelli    | Lista civica "Brinzio"           | Sindaco                                | [ A 5 ] |
| 13 giugno 2004   | 27 maggio 2019   | Sergio Vanini         | Lista civica "Brinzio"           | Sindaco                                |         |
| 27 maggio 2019   | 10 giugno 2024   | Roberto Piccinelli    | Lista civica "Brinzio"           | Sindaco                                |         |
| 10 giugno 2024   |                  | Massimo Piccinelli    | Lista civica "Obiettivo Brinzio" | Sindaco                                |         |

Annotazioni
1. 1 2  Deceduto in carica.
2. ↑  Primo sindaco eletto dal consiglio comunale: i precedenti erano indicati dal re, che sceglieva uno tra i consiglieri eletti.
3. 1 2 3 4  Nomina governativa.
4. ↑  Ripristino dell'elezione diretta del consiglio comunale e dell'elezione indiretta del sindaco.
5. ↑  Ultimo sindaco eletto dal consiglio comunale e al contempo primo eletto direttamente dal popolo, ai sensi della Legge 25 marzo 1993, n. 81.

### Gemellaggi

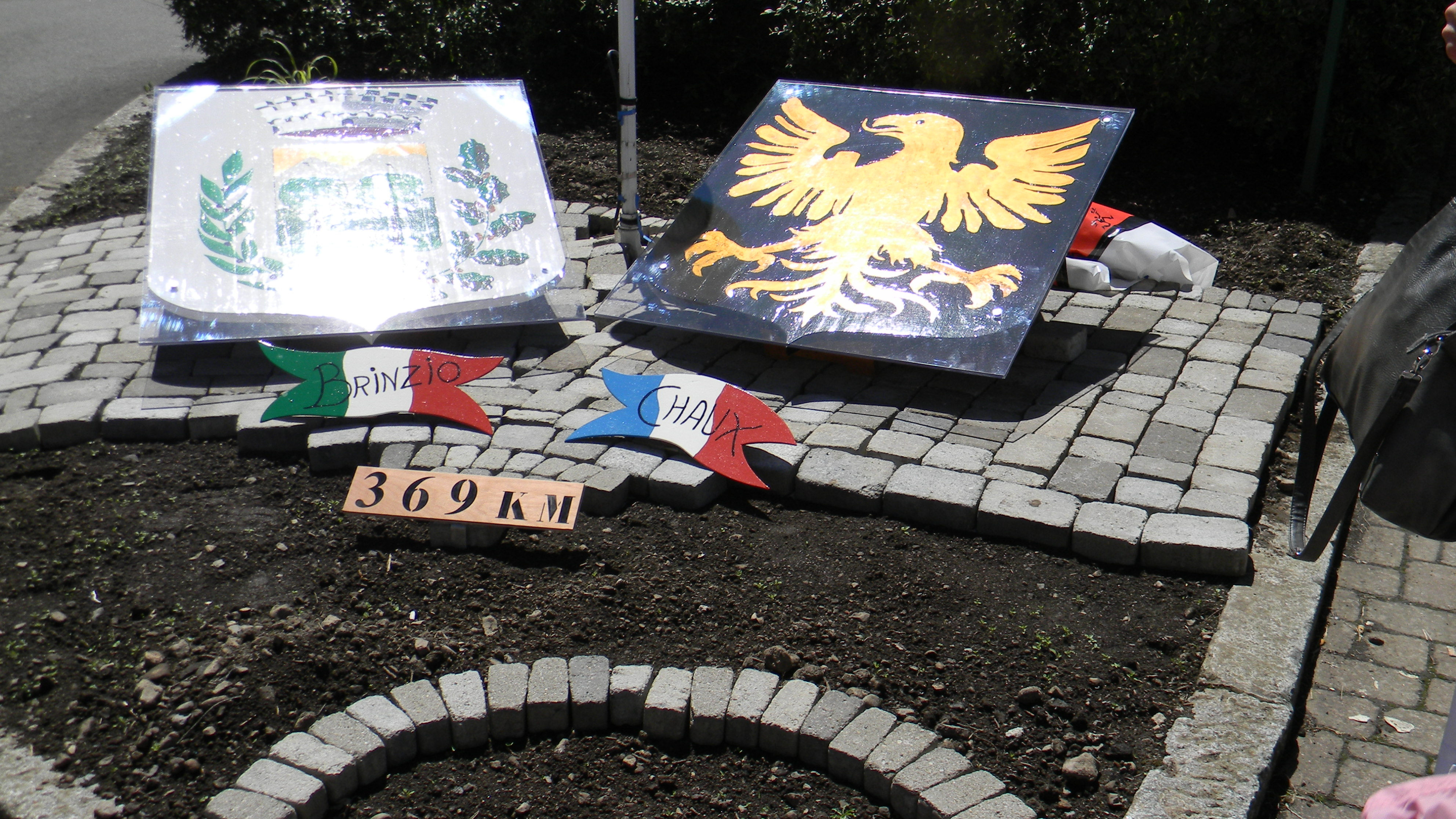
Monumento commemorativo del gemellaggio, sito a Chaux

- Chaux, dal 2013[127]

### Altre informazioni amministrative
Il comune ospita dal 1984 la sede del consorzio di gestione del parco regionale Campo dei Fiori, che nella fase istitutiva dell'ente era stata precedentemente situata a Luvinate. Brinzio è altresì, insieme a Masciago Primo, l'unico paese il cui territorio risulta incluso integralmente nel suddetto parco.
Brinzio ha inoltre fatto parte fino al 2009 della Comunità montana della Valcuvia, poi confluita nella nuova Comunità montana Valli del Verbano.

## Sport

### Calcio
Circa dagli anni 1970 nel comune ha sede una squadra di calcio a 7, la cui attività si è sempre dipanata nei tornei a carattere amatoriale organizzati dalla sezione di Varese del Centro Sportivo Italiano.

### Ciclismo su strada
Dal 1963 Brinzio annualmente ospita, nel mese di maggio, il traguardo dei campionati provinciali giovanili di ciclismo su strada per le categorie "giovanissimi", "esordienti" e "allievi", nell'ambito della cosiddetta Sagra della Madonnina del Brinzio.
Il paese è inoltre stato incluso per due volte nei tracciati di gara dei campionati mondiali di ciclismo su strada: nell'edizione del 1951 (per tutte le prove) e nel 2008 (per le prove a cronometro delle categorie élite donne e under 23 uomini).
Per quanto concerne le gare professionistiche, da Brinzio sono più volte transitati il Giro d'Italia, la Tre Valli Varesine, il Giro di Lombardia, la Coppa Città di Busto Arsizio e (nel settore femminile) il Trofeo Alfredo Binda.

### Altri sport
Nel luglio 2023 Brinzio ha ospitato la cinquantesima edizione dei campionati di corsa in montagna individuale dell'Associazione Nazionale Alpini.

### Impianti sportivi
Sulle distese erbose ubicate a sud del centro abitato, esattamente alle pendici del monte Campo dei Fiori, nei mesi invernali viene battuta una pista per la pratica dello sci di fondo che si sviluppa su due anelli coprenti una distanza rispettivamente di 3 e 5 km, a un'altitudine compresa tra i 497 e i 530 m s.l.m.
La pista, gestita dal Centro Fondo Brinzio e dallo Sci Nordico Varese, si presta alla pratica di entrambe le tecniche dello sci nordico (classica e pattinaggio) e dispone di un anello di 2,5 km dotato di illuminazione. Non è dotata di sistemi di innevamento artificiale.
Nel territorio comunale sono altresì esistite piccole piste per la pratica dello sci alpino, la cui gestione era a cura dello Sci Club Brinzio/Sci Club Sette Termini: il primo "impianto" venne ricavato negli anni 1960 in località Pardomo, presso il confine comunale con Castello Cabiaglio, il secondo sul prato dei Pregambarit, sul versante meridionale del monte Martica.

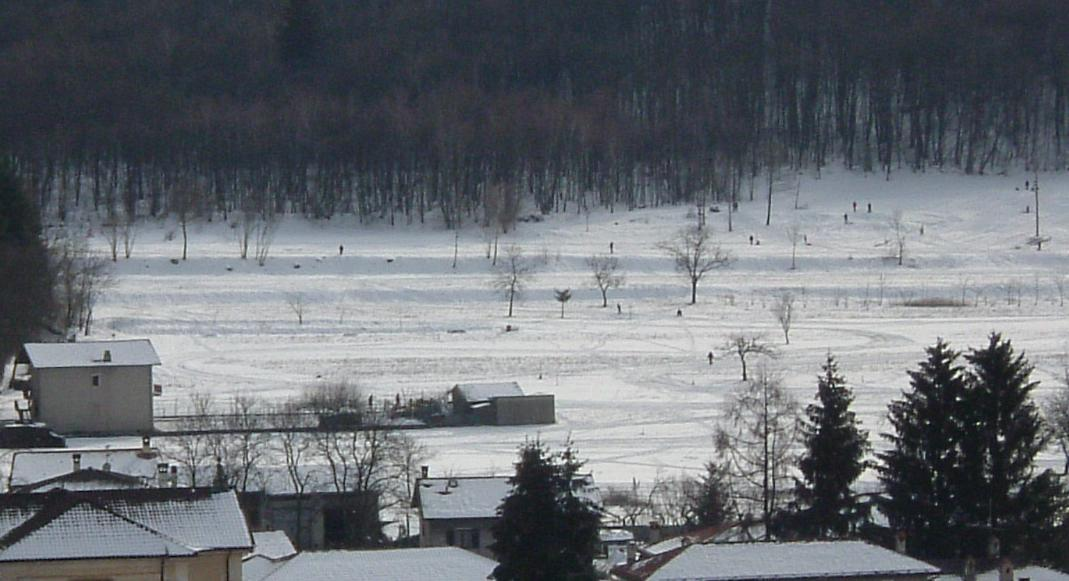
Un tratto della pista da sci di fondo di Brinzio
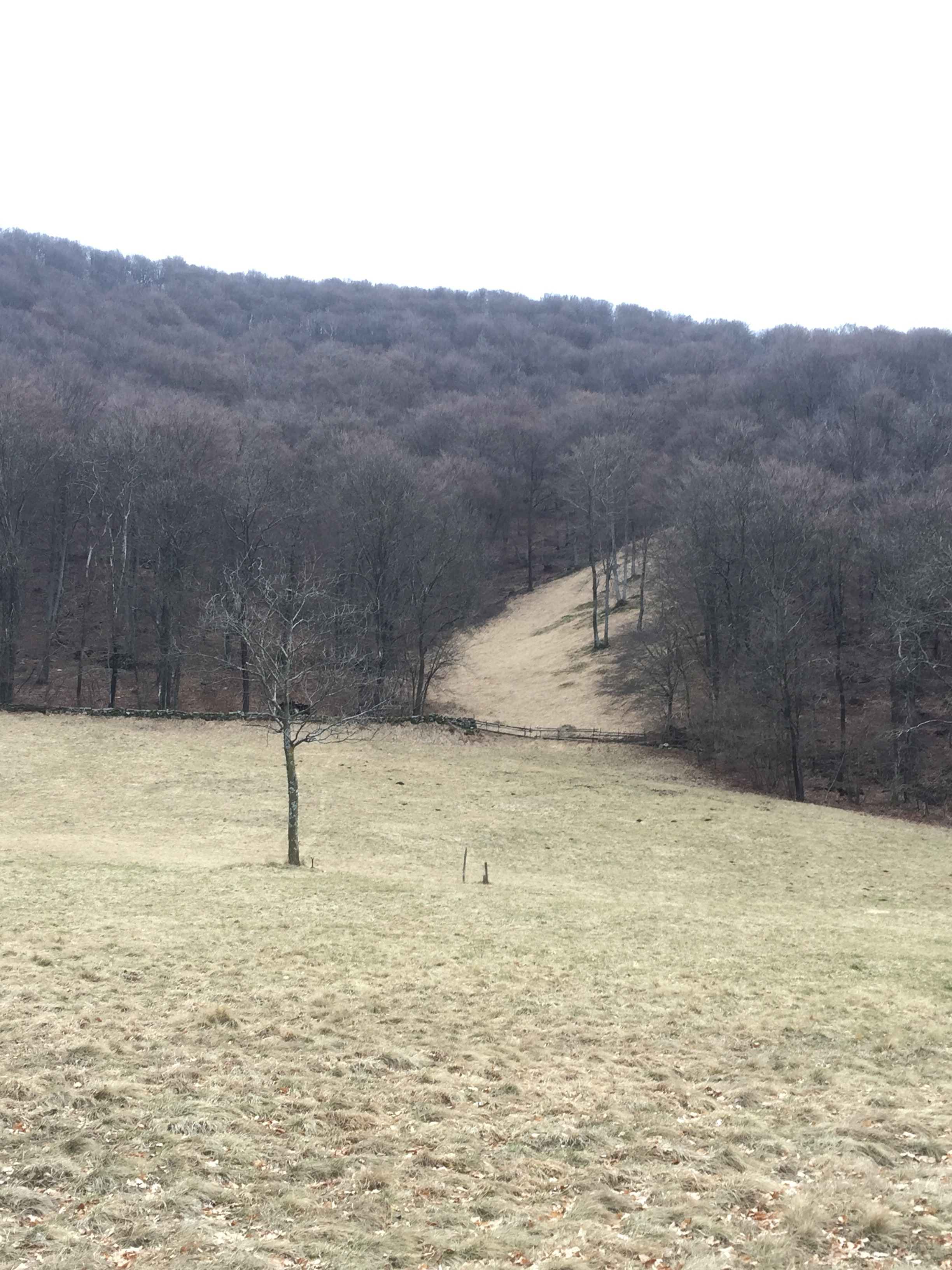
La pista da sci alpino dei Pregambarit